# Reprezentacja Anglii w piłce nożnej mężczyzn
Reprezentacja Anglii w piłce nożnej – narodowy zespół piłkarzy nożnych Anglii, który obok reprezentacji Szkocji jest najstarszą drużyną narodową w piłce nożnej.

## Początki

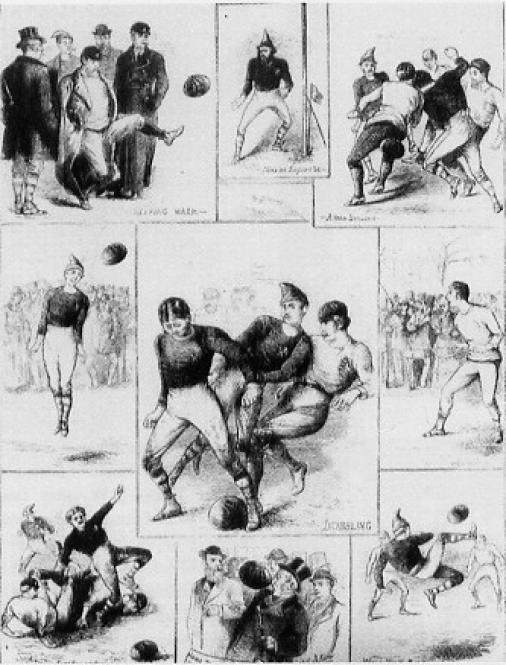
Ilustracja z epoki przedstawiająca mecz z 30 listopada 1872 roku.

Angielska reprezentacja narodowa zagrała swój pierwszy mecz 5 marca 1870 na Kennington Oval. Rywalem była Szkocja. Meczu tego nie uznaje się jednak za oficjalny, ponieważ zespół przeciwników nie był oficjalną reprezentacją swego kraju, a drużyną złożoną ze Szkotów mieszkających w Londynie lub jego okolicach. Mecz ten zakończył się remisem 1:1. Później Anglicy grali jeszcze cztery spotkania z reprezentacją londyńskich Szkotów, trzy razy wygrywając i raz remisując. Po jakimś czasie Football Association zdecydował się zorganizować w pełni profesjonalny mecz. Rywalem znów była Szkocja, tym razem złożona ze Szkotów mieszkających w swoim kraju. Sędzią również był Szkot – William Keay, a samo spotkanie odbyło się w Glasgow. Anglicy wyszli na mecz w ustawieniu 2-1-7, Szkoci – 2-2-6, jednak mimo ofensywnej taktyki mecz ten zakończył się bezbramkowym remisem.
Zawodnicy, którzy zadebiutowali tym meczem w reprezentacji, nie grywali w niej później zbyt często. Pierwsze spotkanie było jednocześnie ostatnim dla Barkera, Maddisona, Brockbanka, Clegga, Smitha i Morice’a. Jeszcze jedno zagrali później Greenhalgh, de Courtenry Welch, Maynard i kapitan Ottoway. Dwa mecze więcej zaliczył Charles Chenery.
Szkoci byli jedynymi rywalami Anglików przez kolejne sześć lat. Spotkania rozgrywano na przemian w obu krajach. Bilans tych gier to 1 zwycięstwo Anglii, 1 remis i 4 porażki, bramki – 10 – 19. Szczególnie bolesnym ciosem był mecz z 2 marca 1878, kiedy Armia Tartanu pokonała Lwy Albionu 7:2. Była to największa porażka Anglików do meczu z Węgrami w Budapeszcie 23 maja 1954.
Drugim w historii rywalem Anglików była Walia. Mecz z nią odbył się w sobotę, 18 stycznia 1879. Spotkanie to zakończyło się wygraną Anglii 2:1, aczkolwiek gra trwała tylko godzinę, gdyż w związku z gęstymi opadami śniegu kapitanowie obu reprezentacji (ze strony Anglii był to Arthur William Cursham, kapitan walijski nie jest znany) ustalili, że połowy będą trwać nie trzy, a dwa kwadranse.
Skład Anglii w tym meczu był następujący: 1 Anderson – 2 Bury, 3 Wilson – 4 Bailey, 5 Clegg – 6 Parry, 7 Sorby, 8 Crusham, 9 Wace, 10 Mosforth, 11 Whitfield. Gole dla Anglii zdobyli Herbert Whitfield i Thomas Sorby.
Od tego czasu Anglicy rozgrywali mecze na przemian z Walią i Szkocją, aż do 18 lutego 1882, kiedy zmierzyli się z Irlandią. Był to jednocześnie pierwszy mecz międzypaństwowy Irlandczyków. Anglicy odnieśli zwycięstwo 13:0, co pozostaje do dziś ich najwyższym zwycięstwem. Jest to też najwyższa porażka Irlandii Północnej w dziejach.
Te cztery drużyny z Wysp Brytyjskich grały ze sobą od tej pory przez dwa lata regularne sparingi. W 1884 rozgrywki sformalizowano i w ten sposób powstały British Home Championship. Wiązało się to z powołaniem do życia International Football Association Board – organizacji, która do dziś zajmuje się regulacją przepisów gry w piłkę nożną.

## British Home Championship
British Home Championship, czyli, jak można przetłumaczyć tę nazwę – Brytyjskie Domowe Mistrzostwa – były rozgrywkami między Anglią, Szkocją, Walią i Irlandią. Grano systemem ligowym, bez rewanżów. Swój pierwszy start w turnieju Anglicy rozpoczęli dobrze – od wygranej 8:1 z najsłabszą z drużyn – Irlandią, jednak porażka 0:1 ze Szkotami 15 marca 1884 (katem Anglików okazał się John Smith) rozwiała ich marzenia o tryumfie w zawodach. Na pocieszenie zostało zwycięstwo 4:0 nad Walią.
W pierwszych rozgrywkach Anglicy byli w cieniu Szkotów – w 1884 i 1885 zajęli drugie miejsce, za swoimi sąsiadami z północy. W 1886 Lwy Albionu w końcu wygrały, jednak – ex aequo ze Szkotami. Na pierwszy samodzielny tytuł musieli Anglicy czekać do 1888, jednak wygrali go w bardzo dobrym stylu – trzy zwycięstwa (w tym 5:0 ze Szkocją) i zero porażek. Potem przyszedł kolejny suchy rok i drugie miejsce za Szkocją, następnie ponowne podzielenie się zwycięstwem z Armią Tartanu i trzy samodzielne tryumfy z rzędu (1891, 1892 i 1893).
Turnieje te były w zasadzie wzajemną rywalizacją Szkocji i Anglii o prymat na Wyspach. Pozostałe drużyny stały w ich cieniu i jedynie kibicowały bądź jednym, bądź drugim. Dopiero w 1903 mistrzostwo zdobyła Irlandia, ale nie był to tytuł wywalczony samodzielnie, a razem ze wspomnianymi już drużynami. Do tej wszakże edycji Anglia nie przegrała z żadnym innym niż Szkocja rywalem i tylko sześć razy zremisowała (z czego pięć z Walią i tylko raz z Irlandią). Do 1903 r. tylko dwukrotnie drugie miejsce udało się zająć Walijczykom. Po tym sezonie zresztą wielkiej rewolucji nie było. Pierwszy mecz z reprezentacją inną niż Szkocja, Anglicy przegrali dopiero w 1913 roku, kiedy ich pogromcami okazali się Irlandczycy. Mimo to Anglicy wygrali te rozgrywki, wyższość Irlandii uznając dopiero rok później, w ostatnich zawodach rozgrywanych przed Wielką Wojną. Bilans mistrzostw do roku 1914 włącznie był zresztą bardzo korzystny dla Lwów Albionu – na 30 rozegranych turniejów tryumfowali w 19, z czego jednak 6 razy wspólnie. Dla porównania – Szkocja tryumfowała szesnastokrotnie (6 wspólnie), Irlandia dwukrotnie (1 wspólnie), a Walia – tylko raz.
Godnym uwagi jest fakt, że w 1908 roku (od 6 do 13 czerwca) Anglicy po raz pierwszy rozegrali mecze z drużynami spoza Wysp. Rywalami były reprezentacje CK Monarchii – Austria, Węgry i Czechy. Spotkania rozgrywano w Wiedniu, Budapeszcie i Pradze a Trzy Lwy pokonały wszystkich oponentów. Austriaków 6:1 i 11:1, Węgrów 7:0, a Czechów tylko 4:0. Anglicy w meczach tych grali mniej więcej równym składem. Horace Bailey, Bob Crompton, Ben Warren, Billy Wedlock, Robert Hawkes, Jock Rutherford, James Windridge, Arthur Bridgett i Vivian Woodward zagrali we wszystkich czterech spotkaniach. Ten ostatni pełnił w nich również funkcję kapitana. Jednocześnie spotkanie z Czechami było ostatnim w kadrze dla Baileya, Hawkesa, Rutherforda oraz Watty’ego Corbetta. James Windridge który zagrał później jeszcze raz, strzelił w tym meczu ostatniego gola dla reprezentacji.
W 1909 Anglicy zorganizowali kolejny wyjazd na kontynent, ponownie do Austro – Węgier. Zmierzyli się w trzech meczach z Węgrami (dwukrotnie) i Austriakami, ze wszystkich tych potyczek wychodząc zwycięsko, strzelając 20 bramek, a tracąc tylko pięć. Potem, do wybuchu wojny grali mecze wyłącznie w ramach British Home Championship.

## Lata międzywojenne
I wojna światowa dobiegła końca 11 listopada 1918, ale Anglicy swój pierwszy mecz rozegrali prawie rok później. 25 października, inaugurując kolejną edycję British Home Championship zremisowali z Irlandią 1:1, choć prowadzili już od 30 sekundy spotkania (gola zdobył Jack Cock). Późniejszy przebieg rozgrywek również był średnio udany – klęska 1:2 z Walią i szczęśliwe zwycięstwo 5:4 nad Szkocją (do przerwy Armia Tartanu prowadziła 4:2) pozwoliło Synom Albionu na zajęcie, ex aequo z ostatnim rywalem, drugiego miejsca.
Powojenne mistrzostwa były dla Trzech Lwów zdecydowanie mniej udane niż te sprzed 1914: pierwszy raz wygrali dopiero w 1927, i to nie samodzielnie (razem ze Szkocją), zaś pierwszy samodzielny tytuł wywalczyli dopiero trzy lata później. Później tłuste lata przychodziły jeszcze w 1932 i 1938. Trochę mniej udane były edycje 1931, 1935 i ostatnia przed wojną, kiedy tryumfowali wspólnie ze Szkocją (1931, 1935, 1939) bądź Walią (1939).
W dwudziestoleciu międzywojennym Anglicy grali natomiast coraz więcej meczów na kontynencie. Pierwszy miał miejsce 12 lat po ostatniej ich wizycie w Europie, 21 maja 1921. Rywalem była Belgia, a mecz odbył się w Brukseli. Lwy Albionu wygrały bez większych problemów 2:0, choć mogły zdobyć jeszcze jednego gola – George Wilson spudłował karnego. O tym, że Anglicy nie darzyli rywala zbyt wielką estymą, może świadczyć fakt, że dla siedmiu graczy – Howarda Bakera, Jacka Forta, Alberta Reada, Percy’ego Bartona, Archibalda Rawlingsa, Jimmy’ego Seeda i George’a Harrisona – był to dopiero pierwszy mecz w narodowych barwach. Oprócz Seeda i Bartona zakończył też on karierę reprezentacyjną tych piłkarzy, bądź był dla nich przedostatnim. W rewanżu, który odbył się niecałe dwa lata później – 19 marca 1923 na Wembley Anglicy potwierdzili swoją wyższość nad Czerwonymi Diabłami, wygrywając aż 6 do 1. Gole zdobyli Kenneth Hegan (dwa), David Mercer (jedyne trafienie w barwach narodowych), Henry Chambers, Norman Bullock i wspominany wcześniej Jimmy Seed. Belgowie odpowiedzieli trafieniem Honoré Vlamincka w 16 minucie.
Kolejnymi rywalami z kontynentu byli Francuzi (10 maja 1923, ograni przez Anglików 4:1) i dwukrotnie Szwedzi (21 maja 1923, Sztokholm, 4:2 dla Anglii i 23 maja, w tym samym miejscu, 3:1 dla Anglii). Pierwszy remis z drużyną spoza wysp odnotowali Anglicy jesienią 1923. Rywalem byli znów Belgowie, którym nawet udało się wyjść w tym meczu na prowadzenie. Kolejne mecze z europejskimi drużynami kończyły się jednak ponownie zwycięstwami Anglików. Wspaniałą, trwającą pięć lat, passę (3:1, 3:2, 6:0, 5:1 i 4:1 z Francją, 4:0, 5:3, 9:1, 3:1 i 5:1 z Belgią oraz 5:2 z Luksemburgiem) przerwali dopiero Hiszpanie, którzy 15 maja 1929 pokonali Anglię 4:3, po dwóch golach Gaspara Rubio i jednym Jaime Lazcano i Severino Goiburu. Dwa lata później Anglicy zrewanżowali się jednak niemiłosiernie – wygrali na Highbury aż 7:1, a rangę zwycięstwa zwiększa fakt, iż hiszpańskiej bramki bronił Ricardo Zamora, uważany podówczas za jednego z lepszych golkiperów na świecie.
Godnym uwagi jest fakt, że dobre wyniki z reprezentacjami z kontynentu nie szły w parze z dobrą grą przeciw Home Nations – Anglicy w tym okresie wielokrotnie przegrywali ze wszystkimi tymi drużynami, w tym, aż 1:5 ze Szkocją, 31 marca 1928.
W roku 1930 odbyły się pierwsze mistrzostwa świata. Anglicy dostali na nie zaproszenie, odmówili jednak gry. Podobnie postąpili w roku 1934, i jakby na potwierdzenie swojej wyższości pięć miesięcy po tym turnieju pokonali zdobywców tytułu – Włochów 3:2, do 58 minuty prowadząc 3:0. Mecz ten przeszedł do historii pod nazwą Bitwa na Highbury – już w pierwszej minucie Włoch Luisito Monti złamał nogę, co zaowocowało grą mistrzów świata w dziesiątkę (regulamin nie dopuszczał podówczas zmian). Chwilę później włoski bramkarz, Carlo Ceresoli sfaulował w polu karnym Teda Drake’a, jednak obronił egzekwowany przez Erica Brooka rzut karny. Jeszcze przed przerwą Edris Hagpood złamał nos, Eric Brook ramię, Raymond Bowden doznał urazu kostki, John Barker ręki, a Ted Drake rozciął sobie nogę. Hagpood wspominał później, że był to najgorszy mecz w jego życiu. Trzy lata później Anglicy pokonali również wicemistrzów świata, Czechosłowaków 5:4.
W międzyczasie miało miejsce inne historyczne wydarzenie – 17 kwietnia 1937, w przegranym 1:3 meczu ze Szkocją w Glasgow Synowie Albionu po raz pierwszy zagrali z numerami na plecach. Jednocześnie w meczu tym padł niepobity do dziś rekord widzów na meczu piłki nożnej w Europie – 149 547.
14 maja 1938 r. (dwa miesiące po anchlussie Austrii) doszło do jednego z najbardziej haniebnych momentów w historii angielskiej piłki nożnej. Przed meczem z Niemcami, na prośbę angielskiego ambasadora w Berlinie, piłkarze „Trzech Lwów” unieśli ręce w hitlerowskim pozdrowieniu w kierunku loży honorowej, na której zasiadali m.in. Rudolf Hess, Joseph Goebbels i Joachim von Ribbentrop. Sam mecz Anglicy wygrali 6:3, po bramkach Bastina, Robinsona (dwie), Broome’a, Matthewsa i Gouldena. Niemcy odpowiedzieli trafieniami Gellescha, Gauchela i Pessera.
Dwadzieścia dni po tym meczu we Francji rozpoczęły się kolejne mistrzostwa świata (zwyciężyły, podobnie jak przed czterema laty, Włochy). Anglicy ponownie odmówili przyjazdu i ponownie po jakimś czasie zmierzyli się z mistrzem. Tym razem padł remis 2:2, a Anglicy uznali, iż winę za to ponosi fatalne sędziowanie niemieckiego arbitra.
W międzyczasie, 26 października 1938, dla uczczenia 75. rocznicy powstania Football Association Trzy Lwy rozegrały mecz z Jedenastką FIFA. Anglicy wystąpili w składzie: 1. Victor Woodley – 2. Bert Sportson, 3. Edris Hapgood (k) – 4. Ken Willingham, 5. Stan Cullis, 6. Wilf Copping – 7. Stanley Matthews, 8. Willie Hall, 9. Tommy Lawton, 10. Len Goulden, 11. Walter Boyes. Vittorio Pozzo, dwukrotny mistrz świata z drużyną Italii, mianowany trenerem Jedenastki FIFA ustawił natomiast swój zespół następująco: 1.  Aldo Olivieri – 2.  Alfredo Foni, 3.  Pietri Rava – 4.  Andreas Kupfer, 5.  Michele Andreolo, 6.  Albin Kitzinger – 7.  Alfred Aston, 8.  Raimond Braine (k), 9.  Silvio Piola, 10.  Gyula Zsellenger, 11.  Arne Brustad. Po golach Halla (20'), Lawtona (39') i Gouldena (73') Anglicy wygrali spotkanie 3:0.
Ostatni mecz przed II wojną światową Anglicy rozegrali 24 maja 1939 z Rumunią w Bukareszcie. Wygrali go 2:0, a gole strzelili Len Goulden i Donald Welsh. Dla obu były to ostatnie bramki dla reprezentacji, a mecz był ostatnim w narodowych barwach. Po wybuchu wojny rozgrywki piłkarskie na Wyspach zredukowano, bądź zlikwidowano całkowicie. Reprezentacja miała zagrać ponownie dopiero po zakończeniu konfliktu. Warto nadmienić, że od 1872, aż do ostatniego przedwojennego meczu Anglia nie miała trenera. Dwukrotnie próbowano powierzyć komuś tę funkcję, jednak ani Herbert Chapman, ani Thomas Whittaker nie wywiązali się z tego zadania. Na pierwszego trenera Anglia musiała poczekać do okresu powojennego.

## Lata 1946–1962. Czas Winterbottoma
Po przedwojennych próbach powierzenia kadry Chapmanowi i Whittakerowi, w 1946 Football Association mianował trenerem odpowiedzialnym za grę Anglii trzydziestotrzyletniego Waltera Winterbottoma. Młody szkoleniowiec, w przeciwieństwie do swoich utytułowanych poprzedników przyjął propozycję. Pracę z kadrą rozpoczął od efektownego zwycięstwa nad Irlandią Północną 7:2. Pierwszą porażkę pod wodzą Winterbottoma Anglicy ponieśli 18 maja 1947, w spotkaniu ze Szwajcarią. Gola w 27. minucie zdobył Jacques Fanton i rezultat 1:0 dla Helwetów utrzymał się już do końca. Jednocześnie Anglia pod wodzą nowego trenera zdobyła dwa Mistrzostwa Brytyjskie – w 1947 i 1948. Dopiero w 1949 uznała wyższość Szkotów, zadowalając się drugim miejscem.
Prawdziwym sprawdzianem dla najstarszej piłkarskiej reprezentacji świata miały być jednak dopiero mistrzostwa świata, na które tym razem przyjęli zaproszenie. Ponieważ chęć gry zgłosiło ponad 16 drużyn, konieczne stało się rozegranie eliminacji. FIFA zdecydowała, że rolę kwalifikacji dla Anglii, Szkocji, Walii i Irlandii Północnej spełniać będzie British Home Championship 1950. Premiowane awansem miały być dwa pierwsze miejsca i od początku stało się jasne, że są one zarezerwowane dla Anglików oraz Szkotów. Ci drudzy rozpoczęli zawody od gładkiego zwycięstwa 8:2 z Irlandczykami, 1 października 1949. Anglicy odpowiedzieli nieco mniej efektownym (4:1) rozbiciem Walii dwa tygodnie później, na Ninian Park w Cardiff. W drugiej kolejce drużyny faworytów również nie zawiodły. Szkocja pokonała Walię, a Anglia Irlandię i obie kadry zapewniły sobie awans na mistrzostwa. Jednak prezes Scottish FA zapowiedział, iż jego drużyna zagra w Brazylii, tylko, jeśli wygra British Home Championship. W przeciwnym razie Szkoci zbojkotują rozgrywki. O ich wejściu decydowała więc ostatnia kolejka. Długo utrzymywał się bezbramkowy remis, dający obu drużynom pierwsze miejsce (zgodnie z ówczesnym regulaminem o kolejności decydowały wyłącznie punkty), jednak w 63. minucie Roy Bentley zdobył gola dla Anglii i ich północni sąsiedzi nie pojechali do Brazylii. Co ciekawe, same mistrzostwa były imprezą bojkotów – oprócz Szkotów gry odmówiły także zakwalifikowane Indie i Turcja. Miejsce Szkotów i Turków zaproponowano Francuzom i Portugalczykom, jednak i oni nie pojechali na Mundial.

### Mistrzostwa świata w 1950
Anglicy jechali na mistrzostwa jako jeden z kandydatów do złota. Sami Anglicy również święcie w to wierzyli. Przybyli do Brazylii z pompą godną mistrzów – jako jedni z niewielu samolotem, do tego specjalnie wynajętym. Samolot ten woził ich również między miastami, w których rozgrywali spotkania (rzecz niespotykana nawet dzisiaj, gdy reprezentacje podróżują głównie autokarami). Rozgrywki rozpoczęli od meczu z Chile. Było to ich pierwsze spotkanie z drużyną spoza Europy. Anglicy wygrali 2:0 i z optymizmem przystępowali do spotkania z USA. 29 czerwca o 18:00 obie jedenastki wybiegły na boisko. Przed meczem nikt nie dawał amerykańskim amatorom zbyt wielkich szans. Jednak w 38. minucie, po golu Joe Gaetjensa Ameryka objęła prowadzenie i nie oddała go aż do końca. Anglicy mieli okazję wyrównać, jednak Stan Mortensen nie wykorzystał karnego. Porażka w meczu nazwanym Cudem na trawie wywołała burzę w Ojczyźnie Futbolu – gdy Reuters wysłał do Londynu komunikat „Anglia – USA 0:1”, wielu ludzi uznało, iż w wiadomości tej zgubiono jedynkę i „powinno być” 10:1. Kiedy potwierdzono klęskę Anglików Daily Herald zamieścił na pierwszej stronie słynny nekrolog: Zawiadamia się wszystkich pogrążonych w żałobie kibiców, że dnia 29 czerwca 1950 umarł futbol angielski. Zaś jeden z angielskich piłkarzy, Wilf Mannion, powiedział po meczu, że był on straszno-śmieszny i zadał retoryczne pytanie, czy mogą go powtórzyć.
Mimo to, Anglicy mieli jeszcze szanse na awans, pod warunkiem, że w ostatnim meczu turnieju pokonali by Hiszpanów przynajmniej 4:0. Jednak, mimo wzmocnienia, już wtedy słynnym Stanleyem Matthewsem, Anglia przegrała ponownie 0:1, po bramce Telmo Zarry zwanego Fruwającym Baskiem. Tak oto Walter Winterbottom i jego podopieczni, typowani do medalu, wracali do domu po pierwszej rundzie.

### Weltmeisterschaft 1954
Po fatalnie zakończonych mistrzostwach świata czarę goryczy angielskich piłkarzy i kibiców przelały British Home Championship 1951 – mimo zwycięstw nad Irlandią (4:1) i Walią (4:2), 14 kwietnia w meczu na Wembley Szkoci zrewanżowali się za porażkę w eliminacjach Mundialu wygrywając 3:2. Anglia musiała zadowolić się drugim miejscem. Nieco lepiej było rok później – Anglicy wygrali ex aequo z Walią – i w 1953 – tryumfowali wspólnie ze Szkocją. British Home Championship 1954, podobnie jak edycja sprzed czterech lat, spełniały rolę eliminacji mistrzostw świata, które tym razem miały odbyć się w Szwajcarii. W tych rozgrywkach Anglicy wygrali wszystkie trzy mecze (4:1 z Walią, 3:1 z Irlandią Północną i 4:2 ze Szkocją) i awansowali na mistrzostwa z pierwszego miejsca w grupie.
Przed mistrzostwami Anglicy rozegrali kilka sparingów. W tym między innymi rewanż z Węgrami (w pierwszym meczu na Wembley było 6:3 dla Madziarów, którzy byli wówczas jedną z najlepszych drużyn świata). Na Nepstadionie w Budapeszcie Węgrzy wygrali aż 7:1, co jest do dzisiaj największą porażką Anglików w historii. Był to ostatni mecz Anglii przed Weltmeisterschaft.
Na mistrzostwach Anglików wylosowano do grupy 4, razem z Włochami, Szwajcarią i Belgią. Byli tam, obok Italii, drużyną rozstawioną. Organizatorzy wprowadzili zaś przepis, że drużyny rozstawione nie grają ze sobą, a jedynie z drużynami nie rozstawionymi i mecz, mimo że jest w grupie – nie może zakończyć się remisem, chyba że rezultat taki utrzyma się do końca dogrywki. Zgodnie z tymi zasadami Anglia zagrała jedynie z Belgią i Szwajcarią. W pierwszym meczu miała miejsce omówiona już sytuacja z remisem. Do 90 minuty było 3:3. Tuż po rozpoczęciu dogrywki strzał Nata Lofthouse’a dał Anglikom prowadzenie, jednak w 93. minucie wyrównał samobójczym trafieniem Jimmy Dickinson i taki rezultat utrzymał się do końca. Był to pierwszy mecz Anglików, w którym o losach spotkania decydowała dogrywka. W drugim meczu Anglia pokonała, bez większych problemów, gospodarzy 2:0 i wyszła z grupy na pierwszym miejscu (3 punkty, bramki: 6-4). W ćwierćfinale jej rywalem byli aktualni mistrzowie świata – Reprezentacja Urugwaju. Anglicy przegrali jednak z podopiecznymi trenera Lopeza 2:4 (gole strzelali:  Nat Lofthouse  16', Tom Finney  67' –  Borges  5', Obdulio Varela  39', Juan Schiaffino  46' i Javier Ambrois  79'). Anglia, znów przed mistrzostwami wymieniana w gronie faworytów, znów nie dotarła nawet do fazy medalowej, choć tym razem przynajmniej wyszła z grupy. Szczególnie zawiódł Stanley Matthews – zawodnik nie pokazał nic wielkiego ani w Brazylii, ani w Szwajcarii. I trudno usprawiedliwić to wiekiem piłkarza (35 i 39 lat) – najlepszym piłkarzem Europy został w wieku lat 41, a w Anglii odebrał podobną nagrodę jako czterdziestoośmiolatek.

### Världsmästerskapet 1958
Po kolejnych nieudanych mistrzostwach Anglikom na pocieszenie zostało pięć, odniesionych jeden po drugim, tryumfów w British Home Championship. Edycje 1955 i 1957 wygrywali samodzielnie, w 1956 tryumfowali obok wszystkich pozostałych uczestników, a w 1958 zwyciężyli razem z Irlandczykami.
W międzyczasie Anglicy rozpoczęli grę w eliminacjach do szwedzkich mistrzostw świata. Po raz pierwszy w historii angielskich startów rozdzielono kwalifikacje od Mistrzostw Brytyjskich. Anglicy trafili do grupy 1, razem z Irlandią i Danią. Obie reprezentacje nie były wówczas zbyt dobre – Dania odnosiła sukcesy głównie w piłce amatorskiej, na Olimpiadach i to przeważnie jeszcze przed wojną (ich ostatnim sukcesem był brąz na Olimpiadzie w 1948). Irlandia nie notowała żadnych sukcesów. Eliminacje rozpoczęli Anglicy późną jesienią 1956 – 5 grudnia podjęli Duńczyków w Wolverhampton i pokonali ich 5:2 po hat tricku Tommy’ego Taylora i dwóch golach Duncana Edwardsa. Rywale odpowiedzieli dwoma golami Ove Nielsena. Dzięki wysokiej wygranej Anglicy objęli prowadzenie w grupie eliminacyjnej, wyprzedzając dotychczasowego lidera, Irlandię, lepszym stosunkiem bramek. Kolejny mecz Synowie Albionu grali dopiero po pół roku. Rywalem była drużyna Irlandii. W meczu na Wembley, 8 maja 1957, Anglicy rozbili swoich przeciwników 5:1. Znów hat trick zaliczył Tommy Taylor. Dwa gole dorzucił John Atyeo, a Irlandczycy odpowiedzieli golem Dermonta Cubrisa. Tydzień po tym meczu, Anglicy pojechali do Kopenhagi na rewanż z Danią. Na boisku rywala wygrali 4:1 po dwóch golach Tommy’ego Taylora i jednym Johnny’ego Haynesa i Johna Atyeo. Dla Danii bramkę zdobył John Jensen. Anglii do awansu wystarczył już tylko remis, Irlandia potrzebowała dwóch zwycięstw, aby doszło do spotkania barażowego, a Dania straciła możliwość wyjazdu na mistrzostwa. Rewanż z Irlandią, na stadionie Dalymount Park w Dublinie początkowo układał się po myśli graczy z Zielonej Wyspy. Po golu Alfa Ringsteada w trzeciej minucie przedłużyli swoje szanse na awans. Jednak w ostatniej minucie spotkania John Atyeo wyrównał i Anglia zakwalifikowała się do mistrzostw. Irlandczykom pozostał mecz z Danią, który wygrała 2:0 i zajęła ostatecznie drugie miejsce w grupie. Duńczycy, bez zwycięstwa, musieli zadowolić się ostatnią pozycją.
Przed mistrzostwami Anglicy rozegrali, nie licząc meczów w British Home Championship, kilka spotkań towarzyskich. Pokonali w nich Francję 4:0,Portugalię 2:1, przegrali z Jugosławią 0:5 i zremisowali 1:1 ze Związkiem Radzieckim.
Te ostatni rywal był jednocześnie pierwszym na mistrzostwach świata. Podobnie jak w sparingu, tak i tu padł remis, z tym, że 2 do 2. Sowieci, po bramkach Nikity Simoniana i Aleksandra Iwanowa prowadzili już dwa do zera, ale gol Dereka Kevana w 66 i wykorzystany przez Toma Finneya karny w 85 minucie pozwoliły Anglikom zremisować. Oprócz wspomnianych już zespołów w Grupie 4 grały także Brazylia i trzecia drużyna poprzednich mistrzostw, Austria. Zarówno z Canarinhos, jak i podopiecznymi Karla Augauera Anglicy zremisowali, odpowiednio – bezbramkowo i 2:2. Po trzech meczach mieli na koncie 3 punkty i bramki 4:4. Tyle samo co Sowieci. Obie drużyny zajmowały ex aequo drugie miejsce (pierwsza była Brazylia, ostatnia Austria). Oznaczało to konieczność rozegrania barażu o wyjście z grupy. Mecz, który odbył się 17 czerwca wygrał ZSRR 1:0, po golu Anatolija Iljina. Drugi z trzech mundiali na których grali, kończyli Anglicy już po pierwszej rundzie. Na pocieszenie został im fakt, że jako jedyna drużyna na całym turnieju potrafili nie przegrać z późniejszym tryumfatorem – Brazylią.

### Campeonato Mundial de Fútbol 1962
Po kolejnych mistrzostwach świata, na których Anglia spisała się poniżej oczekiwań, ponownie na pocieszenie pozostawała walka o tytuł najlepszej drużyny na wyspach. Anglicy rozpoczęli ją od remisu 3:3 z Irlandią Północną, i tak jak punktami w tym meczu, tak podzielili się mistrzostwem w całym turnieju. W edycji 1960 zwyciężyli ponownie, tym razem wspólnie ze Szkocją i Walią. W 1961 tryumfowali samodzielnie.
W międzyczasie, w roku 1960, odbyły się pierwsze Mistrzostwa Europy, jednak Anglia nie wyraziła chęci gry. Przystąpiła natomiast do swoich czwartych już eliminacji mistrzostw świata, które miały odbyć się w Chile. Anglików wylosowano do grupy z Luksemburgiem i Portugalią, a zatem podobnie jak w kwalifikacjach do poprzedniego mundialu – mieli się zmierzyć z drużynami raczej słabymi. Trzy Lwy zainaugurowały rozgrywki (był to jednocześnie pierwszy mecz Grupy 6) 19 października 1960, meczem z Luksemburgiem, w mieście Luksemburg, czyli na terenie rywala. Anglicy wygrali bez problemu 9:0, po trzech golach Bobby’ego Charltona i Jimmy’ego Gravesa, dwóch Bobby’ego Smitha oraz jednym Johnny’ego Haynesa. Po meczu tym Anglia objęła prowadzenie w grupie, którego nie oddała już do końca eliminacji, mimo zimnego prysznicu, jakim był kolejny mecz z Portugalią, w którym Anglicy przegrywali od 59 minuty 0:1, by, dzięki bramce Rona Flowersa w 82. minucie uratować remis. W rewanżach Wyspiarze pokonali 28 września 1961 Luksemburg 4:1 i miesiąc później Portugalię, która po porażce z Luksemburgiem miała już tylko prowizoryczne szanse na awans, 2:0. Czwarte z rzędu eliminacje mistrzostw świata kończyli Anglicy na pierwszym miejscu w swojej grupie.
Na chilijskim mundialu Anglików wylosowano do Grupy D, razem z Węgrami, Argentyną i Bułgarią. Na otwarcie Wyspiarze przegrali z Madziarami 1:2 i zanosiło się na kolejne mistrzostwa, z którymi przedwcześnie się pożegnają. Później przyszło jednak zwycięstwo 3:1 z Argentyną po golach Flowersa, Charltona i Graevesa i bezbramkowy remis z Bułgarią. Dzięki lepszemu bilansowi bramek Anglia wyprzedziła Argentynę i z drugiego miejsca awansowała do ćwierćfinału. W nim trafiła na zwycięzcę grupy C – Brazylię. Anglicy przegrali 1:3, po dwóch golach Garrinchy i jednym Vavy, na który odpowiedzieli golem Hitchensa, dla którego była to ostatnia bramka, jak i ostatni mecz w reprezentacji. Anglia, po raz drugi w historii, kończyła udział w mistrzostwach świata na ćwierćfinale.
Po Mundialu Anglicy rozpoczęli eliminacje do Mistrzostw Europy. Zremisowali 1:1 z Francją (ostatniego gola w reprezentacji zdobył w nim z rzutu karnego Ron Flowers). Przystąpili też do gry w British Home Championship 1963. Na początek zwyciężyli z Irlandią Północną 3:1, 20 października 1962. Miesiąc później na Wembley rozbili natomiast Walię 4:0. Po meczu tym, z roli selekcjonera, z bliżej nieznanych powodów, zrezygnował Walter Winterbottom. Prowadził on Anglię w 139 meczach międzypaństwowych, z których 78 jego podopieczni wygrali, 33 remisowali i 28 razy schodzili z murawy pokonani. Kierowani przez Winterbottoma Anglicy strzelili 383 bramki, a stracili 196. Do sukcesów tego szkoleniowca można zaliczyć czterokrotny awans na mistrzostwa świata i trzynaście tryumfów w British Home Championship. Często jednak krytykuje się go za to, że nigdy nie zdobył razem z Ojcami Futbolu piłkarskiego mistrzostwa świata. Warto nadmienić, że prowadzenie reprezentacji Anglii było jedyną posadą trenerską w całym życiu Winterbottoma.

## Lata 1962–1974. Złota era Alfa Ramseya
Jeszcze przed rezygnacją Winterbottoma, 25 października 1962, FA na jego następcę wyznaczył czterdziestodwuletniego szkoleniowca Ipswich Town, Alfa Ramseya. Na początek musiał dokończyć eliminacje Mistrzostw Europy i British Home Championship. I tu, i tu zawiódł. Mecz z Francją, zresztą swój pierwszy na stanowisku trenera, przegrał aż 2:5, co oznaczało odpadnięcie z eliminacji. W British Home Championship Anglia zajęła natomiast drugie miejsce, przegrywając w decydującym meczu ze Szkocją 1:2. Nieco lepiej było w następnym roku, gdy razem ze swoimi pogromcami z 1963 i Irlandczykami z północy sięgnęli po zwycięstwo w turnieju. W edycjach 1965 i 1966 przyszedł czas na pierwsze samodzielne tryumfy Anglików pod wodzą nowego trenera.
Po odpadnięciu z eliminacji Mistrzostw Europy Anglicy zajęli się przygotowaniami do mistrzostw świata. Tym razem nie musieli się kwalifikować, ponieważ miały one zostać rozegrane w ich kraju. Decyzję taką FIFA podjęła już w sierpniu 1960, na kongresie w Rzymie. Anglicy w wyścigu o organizację wyprzedzili Hiszpanów (na pocieszenie została im organizacja Euro 1964) i RFN. W charakterze przygotowań (oprócz meczów w British Home Championship), w terminach gdy inni rozgrywali mecze kwalifikacyjne, Anglicy grali spotkania towarzyskie.
Pierwsze z nich miały miejsce jeszcze przed rozpoczęciem eliminacji, tuż po przegraniu kwalifikacji do Mistrzostw Europy, w 1963. Anglia grała kolejno z Brazylią (remis 1:1), Czechosłowacją (zwycięstwo 4:2), NRD (zwycięstwo 2:1), Szwajcarią (zwycięstwo 8:1). W spotkaniach tych jedne z pierwszych występów w kadrze zaliczyli Gordon Banks, później podstawowy bramkarz reprezentacji czy Bobby Moore, jej wieloletni kapitan (w meczu z Czechosłowacją ubrał po raz pierwszy opaskę kapitańską).
Również w 1963 roku, 23 października, na Wembley, z okazji setnej rocznicy powstania FA odbył się mecz Anglia kontra reszta świata. Anglia zagrała w tym meczu następującym składem: 1 Gordon Banks – 2 Jimmy Armfield (k), 3 Ray Wilson, 4 Gordon Milne, 5 Maurice Norman – 6 Bobby Moore, 7 Terry Paine, 8 Jimmy Greaves – 9 Bobby Smith, 10 George Eastham, 11 Bobby Charlton. Reszta świata, trenowana przez zdobywcę brązowego medalu ostatnich mistrzostw świata, Chilijczyka Fernando Rierę rozpoczęła spotkanie w ustawieniu 1  Lew Jaszyn – 2  Djalma Santos, 3  Ján Popluhár, 4  Karl-Heinz Schnellinger, 5  Svatopluk Pluskal – 6  Josef Masopust, 7  Raymond Kopa – 8  Denis Law, 9  Alfredo Di Stéfano (k), 10  Eusebio, 11  Francisco Gento. Do przerwy w meczu tym utrzymywał się bezbramkowy remis. Podczas pauzy Riera zmienił aż czterech zawodników (co nie było wówczas dozwolone, ale był to mecz pokazowy i rządził się innymi regułami). Jaszyna zastąpił Milutin Šoškić ( Jugosławia), Santosa Luis Eizaguirre ( Chile), Masopusta Jim Baxter ( Szkocja), a za Eusebio wszedł Węgier Ferenc Puskás, od kilku lat grający jednak dla Hiszpanii. Później, w 49 minucie, Kopę zmienił Uwe Seeler ( NRF). Mimo że obie reprezentacje grały mocno ofensywnie, długo utrzymywał się bezbramkowy remis. Mimo że w składzie reszty świata grali najlepsi piłkarze, strzeliła go Anglia, a konkretniej Terry Paine. Dla składającej się z gwiazd światowego formatu linii obrony reszty świata musiało być to upokarzające, gdyż Paine grał dopiero 4 mecz w narodowych barwach, a ten gol był jego pierwszym (zresztą, nie strzelił ich potem wiele). Drużyna Riery odpowiedziała dopiero po szesnastu minutach trafieniem Szkota Lawa. Gdy zanosiło się na przyjacielski podział punktów w pokazowym spotkaniu, w ostatniej minucie meczu gola zdobył Jimmy Greaves i Anglia wygrała swój drugi w historii mecz pokazowy.
Od 1963 do 1966 Anglicy bądź walczyli w British Home Championship, bądź rozgrywali mecze towarzyskie, które pomogły wybrać Ramseyowi kadrę na mundial. Ostatnim z nich było spotkanie z Polską w Chorzowie, wygrane przez Anglików 1:0.

### 1966 rok – tryumf w mistrzostwach świata
Anglicy trafili do grupy 1, razem z Urugwajem, Meksykiem i Francją. Gospodarze imprezy zagrali też w meczu otwarcia. Rywalem był Urugwaj. Mecz jednak, tak, jak przeważnie mecze otwarcia, był nudny. Drużyny mało atakowały, wolały się bronić i grały zachowawczą piłkę. Dopiero w kolejnych spotkaniach Anglia odniosła dwa zwycięstwa: z Meksykiem i Francją, w obydwu strzelając rywalom dwa gole i nie tracąc żadnego. Po raz trzeci w finałach mistrzostw świata udało im się awansować do ćwierćfinału. Tam na podopiecznych Ramseya czekała Argentyna. Mecz był brutalny, kapitan Argentyńczyków Antonio Rattín został nawet wyrzucony z boiska, jednak po golu Hursta w 79. minucie spotkania Anglikom w końcu udało się awansować do nieosiągalnej do tej pory strefy medalowej. W półfinale trafili na rewelację mistrzostw – Portugalię. Mimo iż ta szła jak burza, eliminując po drodze między innymi Brazylię i innego czarnego konia – Koreę Północną – w meczu z gospodarzami była bezradna. Już w 31 minucie po golu Bobby’ego Charltona Anglicy objęli prowadzenie. Na dziesięć minut przed końcem spotkania ten sam zawodnik podwyższył na 2:0 i stało się jasne, że Anglicy w końcu, po czterech nieudanych (czy wręcz fatalnych) podejściach znajdą się w finale. Nie zaszkodził im nawet wykorzystany przez Eusebio karny w 82 minucie.
W finale Anglia miała spotkać się z Niemcami Zachodnimi, którzy w półfinale wyeliminowali Sowietów. RFN posiadała do tej pory jeden tytuł mistrzowski. Anglia, jak wiadomo, żadnego. 30 lipca 1966, o godzinie piętnastej, obie drużyny wbiegły na murawę Wembley. Już w dwunastej minucie spotkania Ray Wilson popełnił błąd, który wykorzystał Helmut Haller, strzelając gola. RFN zbliżyła się do drugiego tytułu. Anglicy nie pozostali jednak dłużni. Sześć minut później Geoff Hurst wyrównał, a godzinę później Anglicy wyszli na prowadzenie po strzale Petersa. W 90 minucie wszystkim mogło wydawać się, że mistrzostwo świata w końcu trafi do Ojczyzny Futbolu, jednak w zamieszaniu pod bramką Banksa Anglicy stracili gola i musiało dojść do dogrywki. W przerwie między nią a meczem Alf Ramsey krzyczał do swoich piłkarzy słynne już słowa: Popatrzcie na nich. Nie mają już sił. Są kompletnie wycieńczeni. Musicie ich dopaść. Musicie ich dopaść! Po wznowieniu gry po dziesięciu minutach Anglia wyszła na prowadzenie. Alan Ball podał do Hursta, a ten uderzył pod poprzeczkę. Piłka spadła na ziemię, a potem odbiła się i poleciała w boisko. Szwajcar Gottfried Dienst, główny arbiter spotkania nie był pewien, czy padł gol, sięgnął więc po radę bocznego sędziego, Tofika Bachramowa z ZSRR. Ten stwierdził, że bramka padła. Później Hurst dorzucił jeszcze jednego gola w ostatniej minucie dogrywki i Anglicy mogli świętować swój pierwszy (i jak do tej pory jedyny) tytuł mistrzów świata. Ramsey osiągnął jako trener to, co nie udało mu się w roku 1950 jako piłkarzowi.

### 1968 rok – brązowy medal mistrzostw Europy
Po zwycięstwie w mistrzostwach świata Anglicy przystąpili do gry w British Home Championship, które znów posłużyły za eliminacje, tym razem Mistrzostw Europy. Z tą różnicą, że teraz jako kwalifikacje miały się liczyć wyniki dwóch edycji – 1967 i 1968. Eliminacje rozpoczęli Anglicy 20 października 1966, meczem z Irlandią Północną w Belfaście. Dzięki golom Hunta i Petersa wygrali 2:0. Dwa dni później ich najpoważniejsi rywale, Szkoci, pogubili punkty w meczu z Walią, remisując 1:1. W drugiej kolejce, 16 listopada, Anglicy rozbili Walię 5:1, a Szkoci pokonali Irlandczyków 2:1. Anglicy prowadzili więc w turnieju, jednak w ostatniej kolejce, w kwietniu, przegrali 2:3 ze Szkocją. British Home Championship 1967 wygrali więc Szkoci i to oni na półmetku eliminacji prowadzili w grupie. Jednocześnie szkoccy kibice ogłosili, że ich reprezentacja została mistrzem świata, skoro pokonała dotychczasowych posiadaczy tego tytułu.
Rundę rewanżową, i jednocześnie British Home Championship 1968 Anglicy zaczęli od pokonania Walii 3:0. Lider eliminacji, Szkoci, ponownie stracił punkty przegrywając z Irlandią Północną 0:1. Anglia powróciła na pierwsze miejsce w grupie. W drugim meczu rewanżowym Trzy Lwy pokonały Irlandczyków 2:0 i mimo remisu ze Szkocją w ostatniej kolejce, awansowały z pierwszego miejsca do barażu. Jednocześnie zdobyli Mistrzostwo Brytyjskie.
Rywalem w barażu był obrońca tytułu Mistrza Europy – Hiszpania. W pierwszy meczu, 3 kwietnia 1968 na Wembley długo utrzymywał się remis, jednak w 84 minucie gola zdobył Bobby Charlton. Rewanż odbył się ponad miesiąc później na Estadio Santiago Bernabeu w Madrycie. Po golu Amancio w 48 minucie zanosiło się na dogrywkę, jednak siedem minut później wyrównał Martin Peters, a Norman Hunter swoim pierwszym golem w reprezentacji, w 81 minucie przesądził, kto pojedzie na turniej do Włoch.
Anglicy w półfinale (wówczas w ME grały tylko cztery drużyny) trafili na Jugosławię. Mecz był przeciętny, a Anglicy grali bardzo słabo. Wielu uważało, iż przyczyną takiego stanu rzeczy było zbyt długie świętowanie tryumfu Manchesteru United w Pucharze Europy przez Bobby’ego Charltona i innych reprezentantów wywodzących się z tego klubu. Długo utrzymywał się bezbramkowy remis, aż w 86 minucie gola strzelił lobem Dragan Džajić. Dodatkowo trzy minuty wcześniej Alan Mullery zobaczył czerwoną kartkę (była to pierwsza czerwona kartka w historii Euro i pierwsza w dziejach reprezentacji Anglii) za faul na Dobrivoje Triviću. Anglikom został na pocieszenie mecz o 3. miejsce ze Związkiem Radzieckim. Po golach Hursta i Charltona Anglia zdobyła brązowy medal, co jednak w żaden sposób nie zadowalało mistrzów świata.

### 1970 rok – ćwierćfinał mistrzostw świata
Jako mistrzowie świata, Anglicy mieli awans na kolejny Mundial zapewniony bez gry. Alf Ramsey uznał, że należy zaufać tym, którzy się sprawdzili, i do Meksyku zabrał kadrę niemal identyczną jak na Mistrzostwa Świata 1966 i Europy 1968. Anglicy trafili na turnieju do Grupy C, razem z Rumunią, Czechosłowacją i Brazylią. Na początek pokonali Rumunów 1:0. Przed meczem z Brazylią Ramsey zapowiadał, że jego podopieczni zmiotą Brazylijczyków, gra była jednak zachowawcza i nieciekawa, ostatecznie po jednej z niewielu akcji Canarinhos wyszli na prowadzenie, którego nie oddali już do końca. Na zakończenie fazy grupowej Anglicy pokonali jeszcze Czechosłowację i awansowali do ćwierćfinału. Tam zmierzyli się z Niemcami Zachodnimi, zwycięzcami Grupy D. Anglicy po golach Mullery’ego w 31. i Petersa w 49. prowadzili już dwa zero. Ramsey postanowił oszczędzić niemłodego już Charltona na półfinał i ściągnął go z boiska. Kiedy Bobby zszedł zastąpiony przez Colina Bella Franz Beckenbauer zdobył gola kontaktowego, a wkrótce potem Uwe Seeler wyrównał. O tym kto zagra w półfinale miała zdecydować dogrywka. W 108 minucie Petera Bonettiego pokonał Gerd Müller i do strefy medalowej awansowali Niemcy. Angielska prasa za taki stan rzeczy obwiniała ściągnięcie Charltona i oparcie kadry na weteranach z roku 1966. Mimo gradu krytyki, Ramsey zachował posadę. Z kadrą pożegnał się natomiast Bobby Charlton, który po tym meczu zakończył reprezentacyjną karierę. Sir Robert rozegrał w kadrze 106 meczów, strzelił 49 bramek
Po Mundialu Anglicy po raz trzeci w historii przystąpili do eliminacji Mistrzostw Europy. Wylosowano ich do grupy ze Szwajcarią, Grecją i Maltą. Anglicy rozpoczęli od skromnego pokonania Malty 1:0 na wyjeździe. Później pokonali Greków 3:0, w rewanżu rozbili Maltę 5:0, dzięki samobójczej bramce Antona Weibla z trudem wygrali ze Szwajcarami 3:2 (w rewanżu już tylko zremisowali) i na koniec pokonali Grecję 2:0. Anglia zakończyła walki w grupie eliminacyjnej na pierwszym miejscu. Jako przeciwnika w barażu wylosowano jej reprezentację NRF. W meczu rozgrywanym na Wembley Niemcy długo prowadzili 1:0, po golu Hoeneßa. W 77. minucie wyrównał jednak Franny Lee. Gdy 100 tysięcy oglądających mecz kibiców odetchnęło z ulgą, w 85. minucie sędzia podyktował rzut karny dla Niemców. Wykorzystał go Günter Netzer. W 88 minucie strzelił jeszcze Gerd Müller, który po raz kolejny, po ćwierćfinale Mundialu ’70 okazał się katem Anglików. Posada Ramseya znów zawisła na włosku, jednak federacje krajowe nie przywiązywały wówczas wielkiej wagi do Mistrzostw Europy, więc sir Alf nie stracił jej. Na pocieszenie angielskim kibicom zostało Mistrzostwo Brytyjskie wywalczone wspólnie ze Szkocją. Na starcie kolejnej ich edycji, w meczu ze Szkocją właśnie, z kadrą pożegnał się Gordon Banks. Podstawowy golkiper Anglików stracił później w wypadku oko i zmuszony został zakończyć karierę.
Kolejnym sprawdzianem kadry Anglii, oprócz British Home Championship miały być eliminacje Weltmeisterschaft 1974. Anglia trafiła do grupy z Walią i Polską. Rozpoczęła kwalifikacje od meczu z tym pierwszym rywalem, 15 listopada 1972. Zawody zakończyły się zwycięstwem Anglików 1:0 po golu Colina Bella. W meczu tym w kadrze debiutował Kevin Keegan, a także Ray Clemence, który długo walczył z Peterem Shiltonem o spadek po Banksie, czyli bramkarską bluzę z numerem jeden. Kolejnym meczem Anglii był rewanż z Walijczykami, już w styczniu 1973. Po golu Johna Toshacka Walia objęła sensacyjne prowadzenie w 23. minucie. W 42. wyrównał jednak Norman Hunter i Anglicy uratowali remis. Zwycięstwo Walii z Polską (2:0) zepchnęło ich jednak na drugie miejsce w grupie. Aby odzyskać pozycję lidera, Anglia musiała pokonać w Chorzowie Polskę. 6 czerwca 1973 w Chorzowie przegrali jednak sensacyjnie z drużyną uważaną za europejskiego średniaka i ich sytuacja stała się dość nieciekawa. Po raz pierwszy w historii groził Anglii brak awansu na mistrzostwa świata. Aby awansować, musieli wygrać na Wembley z liderem grupy, Polską (Biało-czerwoni wysunęli się na prowadzenie po pokonaniu Walii 3:0). W odbywającym się siedemnastego października meczu padł jednak remis i to Polacy pojechali do Niemiec Zachodnich. Anglia, po raz pierwszy od momentu zgłoszenia się do eliminacji mistrzostw świata, nie zakwalifikowała się na Mundial. Głosy domagające zwolnienia Ramseya nasiliły się i kilka miesięcy później prezes FA, Harold Thompson zdymisjonował go. Sir Alfred Ernest Ramsey po raz ostatni poprowadził Anglię w meczu z Portugalią, zremisowanym 0:0. Był trenerem 12 lat, cztery krócej niż Walter Winterbottom. Prowadził Anglików w 113 meczach, z których jego podopieczni wygrali 69, zremisowali 27 i przegrali tylko 17. Prowadzona przez niego kadra strzeliła 224 gole, straciła 98. Największe sukcesy tego szkoleniowca to mistrzostwo świata i brązowy medal Mistrzostw Europy, a także dziesięć tryumfów w British Home Championship.

## Lata 1974–1982. Od Mercera do Greenwooda
Lata 70. to dla drużyny narodowej czas regresu. Jeden start w finałach mistrzostw świata i zero w mistrzostwach Europy to najgorszy bilans w historii reprezentacji. Po Euro 1968 wypalił się potencjał szkoleniowy Alfa Ramseya, który z kadrą pracował jeszcze przez sześć lat po tym turnieju. Powoli na piłkarską emeryturę przechodziło pokolenie mistrzów świata, które nie doczekało się godnych siebie następców.
Paradoksalnie właśnie w latach 70. największe sukcesy odnosiły angielskie kluby; po międzynarodowe trofea sięgali piłkarze Leeds United, Manchesteru City, Arsenalu Londyn, Tottenhamu Hotspur, Liverpoolu, Chelsea i Nottinghamu Forest. Wówczas też narodziła się wielka gwiazda angielskiego i wkrótce europejskiego piłkarstwa, napastnik Kevin Keegan, jedyny Anglik, który dwukrotnie zdobył Złotą Piłkę dla najlepszego piłkarza grającego na Starym Kontynencie.
Dodatkowo reprezentacji nie służyły zawirowania w FA i częstsze niż dotychczas zmiany trenerów. Na następcę Ramseya wybrano Dona Revie, który w ciągu ostatnich lat z ligowego średniaka Leeds United zbudował drużynę międzynarodowego formatu. Revie był jednak związany kontraktem ze swoim klubem i obiecał, że przejmie obowiązki selekcjonera w listopadzie 1974 roku. W związku z tym od maja do października tego roku trenerem kadry tymczasowo był były szkoleniowiec Manchesteru City (zdobył z nim Puchar Zdobywców Pucharów) Joe Mercer. Mercer prowadził reprezentację tylko w siedmiu meczach, trzy z nich wygrał, trzy zremisował i jeden raz poniósł porażkę. Za najbardziej cenne uważa się remisy z przyszłymi mistrzami świata Niemcami oraz Argentyną.
Revie rozpoczął swoją kadencję od efektownego zwycięstwa 3:0 nad Czechosłowacją w eliminacjach do Euro 1976. Jednak dwa remisy z Portugalią i porażka z Czechosłowakami na finiszu kwalifikacji sprawiły, że na Euro pojechali następcy Josefa Masopusta. Do gier eliminacyjnych do kolejnego turnieju – mundialu 1978 – Synowie Albionu podchodzili z umiarkowanym optymizmem, po kilku porażkach w spotkaniach towarzyskich. Jednak jesienią 1976 roku Anglicy ograli dwukrotnie Finlandię i, mimo iż przegrali z Włochami, sprawa awansu była wciąż otwarta. O tym, kto pojedzie na mundial miały zadecydować mecze rewanżowe, rozgrywane w październiku i listopadzie 1977 roku. Wcześniej, w maju tego roku, podopieczni Reviego wyjechali na tournée do Ameryki Południowej, gdzie spotkali się towarzysko z Brazylią, Argentyną i Urugwajem. Po tym ostatnim meczu ku zaskoczeniu kibiców, dziennikarzy i przełożonych do dymisji podał się selekcjoner Revie. Jak się okazało przyjął on korzystniejszą finansowo propozycję prowadzenia reprezentacji Zjednoczonych Emiratów Arabskich. W kraju rozpętała się medialna burza. Czołowe dzienniki nawoływały FA o nałożenie dożywotniej dyskwalifikacji na trenera, a niektóre zastanawiały się nawet, czy nie dałoby się odebrać mu angielskiego obywatelstwa. Ostatecznie szefowie federacji ograniczyli się do wydania oświadczenia, w którym potępiali zachowanie szkoleniowca i zapowiedzieli jak najszybsze znalezienie jego następcy. We wrześniu 1977 roku, na miesiąc przed decydującymi spotkaniami eliminacyjnymi, nowym selekcjonerem został Ron Greenwood, ostatnio pracujący jako dyrektor sportowy w West Hamie United.

### 1980 rok – runda grupowa mistrzostw Europy
Greenwoodowi wprawdzie nie udało się awansować do mundialu 1978 (porażka z Włochami), ale za to wprowadził reprezentację do Euro 1980. Po raz pierwszy od dziesięciu lat Anglicy wystąpili na międzynarodowej imprezie. Spodziewano się, że odegrają na niej istotną rolę, a przemawiały za tym mocne argumenty. Po pierwsze w eliminacjach na osiem meczów wygrali siedem i zanotowali jeden remis, po drugie posiadali w swoim składzie Kevina Keegana, w ostatnich dwu latach dwukrotnie wybieranego na najlepszego piłkarza Starego Kontynentu, a po trzecie prawdziwy renesans przeżywały angielskie kluby; w latach 1977–1982 po Puchar Mistrzów sięgały wyłącznie Liverpool (trzykrotnie), Nottingham Forest F.C. (dwukrotnie) i Aston Villa (raz).
Tymczasem drużyna Trzech Lwów po remisie 1:1 z Belgią, porażce 0:1 z gospodarzami imprezy Włochami i zwycięstwie 2:1 z Hiszpanią zajęła w grupie dopiero trzecie miejsce, nie premiowane awansem. Greenwood w ciągu tych trzech spotkań skorzystał z aż dwudziestu zawodników, w tym dwóch bramkarzy – 32-letniego Raya Clemence’a z Liverpoolu, który obronił rzut karny w spotkaniu z Hiszpanami, i rok młodszego Petera Shiltona z Nottingham. W zespole, oprócz Clemence’a, grało jeszcze trzech piłkarzy Liverpoolu – obrońcy Phil Neal (29) i Phil Thompson (26) oraz jeden z napastników. Pewne miejsce w ataku miał tylko Tony Woodcock (25, FC Köln), a u jego boku grał któryś z podopiecznych Boba Paisleya – David Johnson (29), Ray Kennedy (29) lub Terry McDermott (29). Poza Woodcockiem tylko Kevin Keegan, występujący na pozycji ofensywnego pomocnika, zarabiał na co dzień poza granicami kraju (Hamburger SV). Zresztą do niego miano najwięcej pretensji; nie zdobył na turnieju żadnego gola i, jak twierdziła prasa brytyjska, był cieniem samego siebie z występów w Bundeslidze. Partnerami Keegana w drugiej linii byli młodzi z Manchesteru United Ray Wilkins i Steve Coppell, którego w ostatnim meczu zmienił 23-letni Glenn Hoddle, oraz rutyniarz Trevor Brooking (32), West Ham United. Pełne 270 minut rozegrał 34-letni defensor Dave Watson (Southampton FC), a dwanaście lat młodszy Kenny Sansom z Crystal Palace na Euro 1980 po raz pierwszy zajął miejsce na lewej obronie. Nie oddał go nikomu przez kolejnych osiem lat.

### 1982 rok – druga runda mistrzostw świata
Na pierwszy po 12 latach przerwy mundial reprezentacja Anglii jechała po medal.Przecież angielskie kluby dominowały wówczas na Starym Kontynencie, seryjnie sięgając po Puchar Europy, a reprezentacja stanowiła ciekawą mieszankę doświadczenia (Peter Shilton, Kevin Keegan, Trevor Brooking)i młodości (Bryan Robson, Glenn Hoddle, Kenny Sansom). Co prawda droga do finałów Espana'82 była wyboista – zespół zakwalifikował się tylko dzięki niespodziewanej porażce Rumunii w Bukareszcie ze Szwajcarią, po drodze notując wstydliwe porażki z ekipami Szwajcarii, Norwegii i Rumunii, wierzono jednak, że doświadczony trener Ron Greenwood dysponując bogactwem wyboru zdoła odpowiednio przygotować i zestawić drużynę. Jej siłą miała być druga linia z graczami tej klasy co Robson, Ray Wilkins, Graham Rix, Steve Coppell,Hoddle.
Turniej rozpoczął się obiecująco, od wygranej z Francją 3-1, a bramka Bryana Robsona w 27. sekundzie meczu była najszybszą na tym Mundialu. Łatwe zwycięstwa z Czechosłowacją 2:0 i Kuwejtem 1:0 dały Anglii pewny awans z pierwszego miejsca w grupie do kolejnej fazy turnieju. Tam na drodze po tytuł dla Synów Albionu stanęły – gospodarz turnieju Hiszpania oraz zawsze silna ekipa RFN. Tylko zwycięzca grupy awansował do strefy medalowej. Bezbramkowy remis w meczu otwarcia tej grupy – z niewygodnym rywalem – RFN przyjęto jako dobry wynik. Jednak po zwycięstwie RFN nad Hiszpanią 2:1, w ostatnim meczu z gospodarzami mundialu, by awansować potrzebne było zwycięstwo i strzelenie co najmniej dwóch bramek. Mimo kilku dobrych sytuacji Arconada w bramce Hiszpanii pozostawał niepokonany. W 63. minucie zdesperowany Greenwood posłał do gry kontuzjowanych dotychczas w tym turnieju, renomowanych napastników: Kevina Keegana i Trevora Brookinga. Nie przyniosło to jednak skutku i po kolejnym bezbramkowym remisie Anglicy zajmując drugie miejsce w grupie zakończyli udział w turnieju, mimo że nie przegrali żadnego meczu. Mistrzostwa okazały się rozczarowaniem, drużyna zademonstrowała znane wady i zalety, a brak skuteczności i schematyzm w grze rzucały się w oczy najbardziej.

## Lata 1982–1990. „Boska ręka” Bobby’ego Robsona
We wrześniu 1982 roku nowym selekcjonerem reprezentacji został Bobby Robson, który rok wcześniej doprowadził Ipswich Town do triumfu w Pucharze UEFA. Mimo iż pierwsza próba zawojowania światowych boisk – eliminacje do Euro 1984 – zakończyła się niepowodzeniem, to wkrótce potem, występami na kolejnych turniejach o mistrzostwo świata, drużyna prowadzona przez Robsona powróciła po regresie lat 70. do futbolowej czołówki. Zarówno w 1986, jak i 1990 roku odpadała w pechowych okolicznościach po porażkach z przyszłymi triumfatorami imprezy (najpierw wyeliminował ją gol strzelony ręką przez Maradonę, a cztery lata później przegrała po serii rzutów karnych z RFN). Na mundialu 1990 dotarła do półfinału, i był to najlepszy od 1966 roku wynik Anglików. Ośmioletnia kadencja Robsona nazywana jest często odrodzeniem reprezentacji, a on sam w plebiscycie zorganizowanym na koniec stulecia przez jedną z brytyjskich stacji telewizyjnych uznany został za najlepszego, po Alfie Ramseyu, selekcjonera w XX wieku.

### 1986 rok – ćwierćfinał mistrzostw świata
Anglicy zaczęli turniej od porażki z Portugalią i bezbramkowego remisu z Marokiem. Przed decydującym o wyjściu z grupy spotkaniem z Polską, Robson postanowił dokonać kilku zmian w podstawowej jedenastce. Posadził na ławce aż trzech uznanych pomocników – Bryana Robsona (Manchester United), Raya Wilkinsa (A.C. Milan) i Chrisa Waddle (Tottenham Hotspur) i zastąpił ich solidnymi ligowcami: młodymi Trevorem Stevenem z Evertonu i Steve’em Hodge’em z Aston Villi oraz 30-letnim Peterem Reidem z Southampton FC. Jedynym zawodnikiem z drugiej linii, który uniknął czystki był prawy pomocnik Glenn Hoddle. Ponadto dotychczasowy partner Gary’ego Linekera Mark Hateley musiał ustąpić miejsca Peterowi Beardsleyowi. Synowie Albionu po trzech bramkach Linekera wygrali 3:0, a nowi piłkarze już do końca turnieju nie oddali miejsc w wyjściowym składzie. Po zwycięstwie 3:0 nad Paragwajem w drugiej rundzie (dwa gole Linekera, jeden Beardsleya), spotkali się w meczu ćwierćfinałowym z Argentyńczykami. Dobrze spisująca się w poprzednich spotkaniach linia defensywna, którą tworzyli Gary Stevens, Terry Fenwick, Terry Butcher i Kenny Sansom oraz doświadczony 37-letni bramkarz i kapitan zespołu Peter Shilton, nie była tym razem w stanie zatrzymać Diego Maradony, który strzelił dwa gole – pierwszy po minięciu siedmiu angielskich zawodników, a drugi ręką, nazwaną później przez niego samego Ręką Boga. Anglicy odpowiedzieli tylko jednym trafieniem, niezawodnego w tym turnieju Linekera, i musieli żegnać się z mistrzostwami. Na pocieszenie pozostała im korona króla strzelców dla napastnika Evertonu i żywe po dziś dzień poczucie, że odpadli, bo zostali oszukani przez sędziego.

### 1988 rok – runda grupowa mistrzostw Europy
Po mistrzostwach świata Anglicy przystąpili do eliminacji Mistrzostw Europy. Zostali wylosowani do grupy z Jugosławią, Irlandią Północną i Turcją. Rozpoczęli je od łatwego pokonania Irlandczyków 3:0, 15 października 1986. Prawie miesiąc później, 12 listopada, zmierzyli się na Wembley z Jugosławią pokonując ją 2:0. Rundę wiosenną rozpoczęli od zwycięstwa w rewanżu z Irlandią Północną (2:0) w Belfaście. Po miesiącu przyszło małe potknięcie – remis z Turcją. Później, na jesieni 1987, Anglicy dwukrotnie wygrali (8:0 z Turcją i 4:1 z Jugosławią) i z bardzo dobrym bilansem – 11 punktów, 5 zwycięstw, 1 remis, bez porażek, z jednym tylko straconym golem przy dziewiętnastu strzelonych – zakwalifikowali się do Euro 1988.
Na turnieju trafili do grupy z Irlandią, Holandią i ZSRR. Pierwszy mecz, na stuttgartskim Neckarstadionie Anglia grała właśnie z Irlandią. Była zdecydowanym faworytem tego spotkania, jednak po golu Raya Houghtona w 6. minucie to Irlandczycy wyszli na prowadzenie i nie oddali go już do końca meczu. Anglia, po porażce ze zdecydowanie najsłabszym rywalem w grupie, do wyjścia potrzebowała dwóch zwycięstw. Zarówno z ZSRR, jak i z Holandią przegrała, dwukrotnie 1:3 i odpadła z turnieju już po fazie grupowej. Mimo kiepskiego wyniku, trener Bobby Robson zachował posadę.

### 1990 rok – IV miejsce na mistrzostwach świata
W meczach grupowych, w których drużyna Trzech Lwów rywalizowała z Irlandią, Egiptem i mistrzami Europy Holandią, Robson często eksperymentował ze składem, długo nie mógł się zdecydować, czy w środku pomocy postawić na doświadczonego Bryana Robsona, czy może debiutującego w kadrze ledwie rok wcześniej młodego Davida Platta z Aston Villi. Partnerem Gary’ego Linekera w linii ataku w każdym z trzech pierwszych spotkań był inny zawodnik, a na lewej obronie Gary Stevens wymieniał się z Paulem Parkerem. Efektem takiej polityki kadrowej były tylko dwa remisy i minimalne zwycięstwo nad Egiptem, decydujące o awansie z grupy. Podstawowa jedenastka wykrystalizowała się już w następnym spotkaniu, z Belgią. Anglicy wygrali po dogrywce 1:0, po golu rezerwowego Platta, który tym samym zapewnił sobie miejsce w składzie w kolejnych meczach i, jak się okazało, był jedną z rewelacji turnieju, obok Linekera (4 bramki), najskuteczniejszym zawodnikiem reprezentacji (3). Także po dogrywce podopieczni Robsona zwyciężyli w meczu ćwierćfinałowym z Kamerunem i po raz pierwszy od 1966 roku znaleźli się w półfinale mistrzostw świata. Na drodze do finału stanęli im jednak Niemcy, prowadzeni przez Franza Beckenbauera, którzy okazali się lepszymi egzekutorami rzutów karnych. Anglicy, mimo iż zagrali w tym spotkaniu w najsilniejszym ustawieniu (Shilton – Pearce, Walker, Butcher, Parker – Wright, Waddle, Platt, Gascoigne – Lineker, Beardsley), nie potrafili sforsować silnej obrony przyszłych mistrzów świata. W meczu o brązowy medal Robson dał szansę rezerwowym, którzy ulegli gospodarzom imprezy Włochom 1:2. Zwycięski gol dla podopiecznych Azeglio Viciniego padł pięć minut przed zakończeniem spotkania. Z Italią po raz ostatni w reprezentacji zagrał bramkarz, blisko 41-letni Peter Shilton, dla którego był do 125. mecz w kadrze.

## Lata 1990–2000. Od Taylora do Keegana
W latach 90. od odejścia Robsona reprezentacja tylko raz brała udział w finałach mistrzostw świata, z którymi zresztą pożegnała się już w drugiej rundzie. Trzykrotnie wystąpiła w mistrzostwach Europy, ale w 1992 i 2000 roku, mimo iż była jednym z faworytów całego turnieju, odpadła po fazie grupowej. Połowicznym sukcesem zakończył się bój o miano najlepszej drużyny Starego Kontynentu w 1996 roku. Anglicy, którzy byli gospodarzami tamtej imprezy, wraz z Francją musieli podzielić się brązowym medalem. Dwa razy odpadali z wielkich turniejów, bo gorzej od rywali wykonywali rzuty karne.
W ciągu tej dekady z kadrą pracowało aż czterech szkoleniowców, czyli tylu, ilu prowadziło reprezentację przez trzydzieści pierwszych lat jej istnienia. Dziennikarze wielokrotnie podkreślali, że angielscy piłkarze są jednymi z najlepszych na świecie i, chociaż na co dzień grają w najlepszych zespołach Europy, nie są w stanie dobra drużyny przedłożyć ponad potrzeby indywidualne. Za to po kryzysie drugiej połowy lat 80. w ostatnich dziesięciu latach XX wieku do europejskiej czołówki powróciły angielskie kluby.

### 1992 rok – runda grupowa mistrzostw Europy
Po rezygnacji Bobby’ego Robsona w lipcu 1990 roku stery reprezentacji powierzono Grahamowi Taylorowi. Selekcjoner znacznie odmłodził skład i nie bez kłopotów wywalczył awans do Euro 1992.
Reprezentacja Anglii, której szkielet zbudowany był wciąż z zawodników, którzy dwa lata wcześniej zdobyli czwarte miejsce na mundialu (obrońcy Stuart Pearce i Des Walker, pomocnik David Platt, napastnik Gary Lineker), w dwóch pierwszych meczach turnieju – z Danią i Francją – zanotowała bezbramkowe remisy. I tak jak wobec obrońców Andy’ego Sintona, który po pierwszym spotkaniu zastąpił Keitha Curle’a, Pearce’a, Martina Keowna i Walkera, oraz bramkarza 33-letniego Chrisa Woodsa, dotychczasowego zmiennika Petera Shiltona, nie wysuwano większych pretensji, tak atak z Linekerem na czele raził – zdaniem komentatorów – nieskutecznością. Taylor nie potrafił się zdecydować kto powinien być partnerem 32-letniego zawodnika Tottenhamu Hotspur, w każdym meczu w pierwszej jedenastce grał inny napastnik. Najpierw 20-letni Alan Smith, w spotkaniu z Francją dwa lata starszy, debiutujący na wielkiej imprezie Alan Shearer, a w ostatnim wystąpił nominalny ofensywny pomocnik Tony Daley. Zresztą w decydującym o awansie meczu z gospodarzami turnieju Szwedami Anglicy w końcu się przełamali i strzelili gola (Platt), ale podopieczni Tommy’ego Svenssona odpowiedzieli dwoma trafieniami i Synowie Albionu bez zwycięstwa pożegnali się z mistrzostwami na ostatnim miejscu w grupie.
Po turnieju na Taylorze, który nigdy nie był ulubieńcem mediów (angielskie gazety prześcigały się w tropieniu kolejnych gaf językowych selekcjonera), nie zostawiono suchej nitki. Dziennikarze i kibice nie mogli mu wybaczyć, że w '62 minucie spotkania ze Szwecją zdjął z boiska ich ulubieńca Gary’ego Linekera, który w ostatnim swoim meczu w reprezentacji miał szansę zrównać się z Bobbym Charltonem w klasyfikacji najlepszych strzelców. Mimo to szefowie FA postanowili dać szkoleniowcowi jeszcze jedną szansę. Zadaniem Taylora miał być awans do mundialu 1994. Wbrew powszechnym przewidywaniom zespół Trzech Lwów zakończyli eliminacje dopiero na trzecim miejscu, a najbardziej brzemienne w skutkach okazały się porażki z Norwegią i Holandią, drużynami, które ostatecznie pojechały na mundial. Pierwszy raz od 1978 roku Anglików zabrakło na światowym czempionacie. Taylor musiał odejść.

### 1996 rok – III–IV miejsce w mistrzostwach Europy
Mistrzostwa Europy w 1996 roku były dla Anglików turniejem szczególnym. Po pierwsze byli jego gospodarzami, po wtóre zaś dokładnie trzydzieści lat wcześniej drużyna prowadzona przez Alfa Ramseya jedyny raz w historii triumfowała w mistrzostwach świata. W 1966 roku Synowie Albionu zdobyli Złotą Nike grając także na własnym terenie. Presja ze strony kibiców i dziennikarzy była więc ogromna.
Do inauguracyjnego meczu ze Szwajcarią podopieczni Terry’ego Venablesa, który objął reprezentację w listopadzie 1993 roku, przystępowali jako zespół niepokonany dokładnie od roku (ostatni raz przegrali w czerwcu 1995 roku z Brazylią). Na początek pechowo zremisowali 1:1 (wyrównujący gol dla Szwajcarów padł kilka minut przed ostatnim gwizdkiem sędziego), ale już w kolejnym, prestiżowym spotkaniu pokonali Szkocję 2:0. Najsilniejszego rywala w grupie, prowadzoną przez Guusa Hiddinka, Holandię ograli 4:1. Po dwa gole strzelili Shearer i Sheringham, a Pomarańczowi byli w stanie odpowiedzieć jedynie bramką Kluiverta. Po wyjściu z grupy z pierwszego miejsca, w drugiej rundzie trafili na Hiszpanię. W ciągu dziewięćdziesięciu minut żadna z drużyn nie strzeliła gola, podobnie było w dogrywce, więc o zwycięstwie musiały zadecydować rzuty karne. Podopieczni Venablesa nie pomylili się ani razu, w dodatku bramkarz David Seaman, jeden z bohaterów całego turnieju, obronił dwie jedenastki. Na drodze do finału stali już tylko Niemcy. Anglicy już w 3. minucie objęli prowadzenie po tym jak gola strzelił Alan Shearer. Jednak trzynaście minut później Niemcy wyrównali po tym jak wyrównującą bramkę strzelił Stefan Kuntz. Do końca regulaminowego czasu gry nie padła żadna bramka i także dogrywka zakończyła się wynikiem 1:1. O tym, kto zagra w najważniejszym meczu imprezy znów musiały zadecydować karne, które tym razem lepiej egzekwowali wicemistrzowie Europy z 1992 roku. W ostatniej kolejce jedenastek pomylił się Gareth Southgate.
Angielska prasa podkreślała, że Venablesowi udało się umiejętnie pogodzić w drużynie weteranów z piłkarską młodzieżą. W obronie występowali doświadczeni 30-letni kapitan Tony Adams i liczący już 34 lata, pamiętający jeszcze Mondiale 1990 Stuart Pearce oraz niemal dziesięć lat młodsi Gary Neville i Southgate. Podobnie było w drugiej linii – uczestnicy mistrzostw świata sprzed sześciu lat: David Platt i przeżywający podczas Euro renesans formy Paul Gascoigne potrafili efektywnie współpracować z dwoma 24-latkami Steve’em McManamanem oraz ofensywnym pomocnikiem Darrenem Andertonem. Alan Shearer, który jechał na turniej jako król strzelców Premiership, także tutaj z liczbą pięciu bramek wygrał klasyfikację na najskuteczniejszego napastnika. Jego partner Teddy Sheringham zaliczył kilka ważnych asyst i strzelając dwa gole van der Sarowi przyczynił się do pognębienia Holendrów w meczu grupowym.
Mimo kilku kontrowersji (wyjście na jaw kilku finansowych wpadek jeszcze z czasów prowadzenia Tottenhamu Hotspur, czy brak stanowczej reakcji na alkoholowy incydent piłkarzy lecących ze zgrupowania w Hongkongu), dwuipółletnia kadencja Venablesa, okraszona pierwszym od 1968 roku medalem z ważnej piłkarskiej imprezy, oceniana jest na ogół pozytywnie. Po mistrzostwach, zgodnie z wcześniejszą zapowiedzią, selekcjoner podał się do dymisji.

### 1998 rok – druga runda mistrzostw świata
Następca Venablesa, 40-letni Glenn Hoddle po raz pierwszy od kilkudziesięciu lat zmienił ustawienie zespołu. Anglicy, przyzwyczajeni do konserwatywnego 1-4-4-2, na mundialu 1998 grali w systemie 1-3-5-2, z trójką obrońców Garym Neville’em lub Garethem Southgate’em, Tonym Adamsem i Solem Campbellem.
W trzech meczach grupowych ekipa Trzech Lwów odniosła dwa zwycięstwa – z Tunezją i Kolumbią. W tym drugim spotkaniu jedną z najładniejszym bramek całego turnieju, z rzutu wolnego, strzelił debiutujący na wielkiej imprezie piłkarskiej 23-letni David Beckham. Zarówno on, jak i cztery lata młodszy Michael Owen – obaj zaczynali mistrzostwa z ławki rezerwowych – okazali się największymi odkryciami reprezentacji, w przyszłości jej ważnymi ogniwami. Owen, który szybko zastąpił w pierwszej jedenastce Teddy’ego Sheringhama, trafiał do bramki rywali dwukrotnie. W grupie Synowie Albionu zajęli dopiero drugie miejsce, gdyż w najważniejszym meczu ulegli 1:2 Rumunii i dzięki temu w drugiej rundzie spotkali się nie z Chorwacją, ale znacznie wyżej rozstawioną Argentyną. Przy okazji tego meczu ponownie odżyły wspomnienia z 1986 roku o Ręce Boga Diego Maradony, która wyeliminowała podopiecznych Bobby’ego Robsona. Już po pierwszej połowie na tablicy świetlnej widniał wynik 2:2 (gole Shearera i Owena, ten drugi do złudzenia przypominający pierwsze trafienie Maradony sprzed dwunastu lat), który nie zmienił się do końca spotkania. Na początku drugich czterdziestu pięciu minut czerwoną kartkę zobaczył Beckham. Od tej pory zawodnikowi Manchesteru United zarzucano osłabienie zespołu w najważniejszym momencie meczu i wprost obwiniano za odpadnięcie Anglików, bowiem po rzutach karnych ulegli oni następcom Maradony 3:4. Wprawdzie bramkarz David Seaman obronił jedną jedenastkę, ale jego vis-à-vis Carlos Roa zrobił to dwukrotnie (strzały Paula Ince’a i Davida Batty’ego) i dalej grali Argentyńczycy.
Anglicy wracali do domu jako wielcy przegrani turnieju, a selekcjoner Hoddle, znany z wielu ekstrawaganckich pomysłów (pominięcie Gascoigne’a przy ustalaniu mundialowej „22”, korzystanie przed meczami z rad znajomej wróżki), kilka miesięcy po mistrzostwach, w styczniu 1999 roku, w prasowym wywiadzie obraził ludzi niepełnosprawnych i chwilę po tym został zdymisjonowany.

### 2000 rok – runda grupowa mistrzostw Europy
Pałeczkę po Hoddle’u przejął Kevin Keegan, niegdyś uznany piłkarz, dwukrotny laureat Złotej Piłki. W eliminacjach do Euro 2000 Anglicy zanotowali kilka słabszych meczów (porażka i remis ze Szwecją, dwa remisy z Bułgarią i remis z Polską) i w efekcie pierwszy raz w historii musieli grać w barażach. Mimo porażki w drugim spotkaniu play-off ze Szkocją, wywalczyli awans, bo kilka dni wcześniej zwyciężyli u siebie 2:0.
Z turnieju organizowanego na boiskach Belgii i Holandii Anglicy odpadli już po trzech pierwszych meczach. Na inaugurację zagrali z Portugalią i chociaż po osiemnastu minutach prowadzili 2:0, to ostatecznie przegrali 2:3. Kilka dni później przywrócili wiarę swoim kibicom, wygrywając 1:0 z Niemcami po golu kapitana Alana Shearera. O ewentualnych dalszych grach na mistrzostwach miał zadecydować ostatni mecz, z Rumunią, w którym Anglików zadowalał remis. Po pierwszej połowie wygrywali 2:1, ale już na początku drugiej Rumunii doprowadzili do wyrównania, a na dwie minuty przed końcem Ioan Ganea z rzutu karnego pozbawił Synów Albionu nadziei na awans z grupy.
Keegan zaufał doświadczonym graczom, większość z nich pamiętała jeszcze Euro 1996. Nową twarzą w podstawowej jedenastce reprezentacji był jedynie obrońca Phil Neville, którego błąd w meczu z Rumunią kosztował Anglików odpadnięcie z turnieju. Po mistrzostwach kariery reprezentacyjne zakończyli Tony Adams, Paul Ince i Shearer, a ostatni mecz na słynnym stadionie Wembley – przegrana 0:1 z Niemcami w eliminacjach do mundialu 2002 w październiku 2000 roku – był zarazem pożegnaniem selekcjonera Keegana z kadrą.

## Lata 2001–2006. Z obcokrajowcem u steru
Po nieudanych finałach mistrzostw świata i Europy z ostatnich lat władze FA coraz głośniej mówiły o potrzebie zatrudnienia selekcjonera urodzonego poza Wyspami. Po rezygnacji Kevina Keegana (na jeden mecz trenerem został Peter Taylor) w prasie niemal codziennie ukazywała się potencjalna lista jego następców. Byli wśród nich: były trener reprezentacji Francji, z którą w 1998 roku sięgnął po mistrzostwo świata, Aimé Jacquet, jego rodacy Arsène Wenger z Arsenalu i Gérard Houllier z Liverpoolu, a także Szkot Alex Ferguson, Holender Guus Hiddink, Duńczyk Richard Møller-Nielsen oraz szkoleniowiec S.S. Lazio Szwed Sven-Göran Eriksson. Ostatecznie 31 października 2000 roku wybór padł na tego ostatniego. Szkoleniowców rodem z Anglii niemal w ogóle nie brano pod uwagę (mówiło się co prawda o powrocie Terry’ego Venablesa, ale był on uwikłany w kilkanaście procesów sądowych, dotyczących działalności w sferze biznesu). Powierzenie opieki nad reprezentacją człowiekowi z zewnątrz wywołało w ojczyźnie futbolu zróżnicowane komentarze. Decyzję FA poparli piłkarze, w tym David Beckham. Zdecydowanie przeciwko takiemu rozwiązaniu zaprotestowali Bobby i Jackie Charltonowie, mistrzowie świata z 1966 roku.

### 2002 rok – ćwierćfinał mistrzostw świata
Eriksson zaczął swoją kadencję od pokonania 3:0 Hiszpanii w meczu towarzyskim. Kilka miesięcy później w eliminacjach do mundialu 2002 Anglicy rozgromili 5:1 Niemcy na ich stadionie w Monachium. Po zwycięstwie nad Albanią i remisie z Grecją w ostatniej fazie kwalifikacji, Anglicy, którzy przed pojawieniem się Szweda zajmowali przedostatnią lokatę w grupie, wywalczyli awans z pierwszego miejsca.
Na koreańsko-japońskim turnieju mieli jedną z najmłodszych i najmniej doświadczonych drużyn ze wszystkich trzydziestu dwóch. W bramce co prawda cały czas stał dobiegający czterdziestki David Seaman, ale przed nim w linii obrony grali Danny Mills, Sol Campbell, Rio Ferdinand i Ashley Cole, z których najstarszy Campbell miał 28 lat i jako jedyny wcześniej brał udział w wielkiej piłkarskiej imprezie. W pomocy, obok rutyniarzy z Manchesteru United: kapitana Beckhama (27), Paula Scholesa (28) i Nicky’ego Butta (27), który, mimo iż nie zawsze miał miejsce w podstawowej jedenastce zespołu klubowego, to na mistrzostwach cieszył się niesłabnącym zaufaniem Erikssona, pojawił się 21-letni Owen Hargreaves. Jednak młody pomocnik Bayernu Monachium już w drugim spotkaniu doznał kontuzji i został zastąpiony przez Trevora Sinclaira, który przed turniejem wystąpił tylko w pięciu spotkaniach reprezentacji. Michael Owen (23) był liderem ataku i znowu, jak cztery lata wcześniej, zdobył dla drużyny Trzech Lwów dwa gole. Jego partner, ledwie rok starszy Emile Heskey, okazał się mniej skuteczny (jedna bramka).
W inauguracyjnym spotkaniu grupowym Anglicy zremisowali 1:1 ze Szwecją. Kilka dni później pokonali 1:0 Argentynę po golu Davida Beckhama, który tym samym zrehabilitował się za osłabienie swojego zespołu w poprzednim mundialu. Na koniec, pewni awansu, zanotowali bezbramkowy remis z najsłabszą w grupie Nigerią. Po wysokim zwycięstwie 3:0 w drugiej rundzie nad Danią, która w rozgrywkach grupowych wyeliminowała broniącą mistrzowskiego tytułu Francję, młoda drużyna angielska wskazywana była na jednego z głównych faworytów do zdobycia Pucharu Świata. Dziennikarze podkreślali zgranie w defensywie i dynamiczny, efektowny styl gry. Na drodze do finału stanęli im jednak Brazylijczycy. Wprawdzie już po 23 minutach podopieczni Erikssona prowadzili 1:0, to jeszcze przed końcem pierwszej połowy Rivaldo doprowadził do wyrównania. W drugich czterdziestu pięciu minutach Ronaldinho z prawie trzydziestu metrów z rzutu wolnego zaskoczył dobrze spisującego się w poprzednich meczach Seamana. Wynik 2:1 dla, jak się okazało, przyszłych mistrzów świata utrzymał się do końca meczu.

### 2004 rok – ćwierćfinał mistrzostw Europy
Kadra Anglików na mistrzostwach Europy wydawała się jeszcze silniejsza od tej sprzed dwóch lat. Do pierwszej jedenastki awansowali piłkarze rodzącej się wówczas potęgi Chelsea F.C.: 24-letni obrońca John Terry i dwa lata starszy pomocnik Frank Lampard, a poza tym powrócili nieobecni na mundialu z powodu kontuzji Gary Neville (29) i Steven Gerrard (24), rozgrywający Liverpoolu. Michael Owen znalazł wreszcie równego sobie partnera w ataku – 19-letni Wayne Rooney z Evertonu strzelił podczas turnieju cztery gole i okazał się jednym z jego odkryć. Mimo to Synowie Albionu zakończyli swój udział na Euro 2004 na ćwierćfinale, w którym zostali wyeliminowani przez gospodarzy Portugalczyków. Tak jak w 1990, 1996 i 1998 roku odpadli, bo gorzej od rywali egzekwowali rzuty karne.
13 czerwca na stadionie w Lizbonie Anglicy spotkali się w pierwszym meczu grupowym z Francją. Aż do 90 minuty po golu Lamparda prowadzili 1:0. Jednak już w doliczonym czasie gry Zinédine Zidane dwukrotnie pokonał następcę Seamana, 34-letniego Davida Jamesa i podopieczni Erikssona musieli przełknąć gorycz pierwszej porażki. Wcześniej, w 72 minucie z jedenastki spudłował kapitan David Beckham, którego przez całe mistrzostwa prześladował wyjątkowy pech. Kibice i dziennikarze zarzucali mu brak formy i zdolności przywódczych (przy okazji powróciły wciąż żywe animozje z czasów mundialu 1998 roku), a czarę goryczy przelała druga zmarnowana jedenastka w turnieju, tym razem znacznie ważniejsza, bo kosztująca Anglików odpadnięcie z imprezy w meczu z Portugalią. Jak się okazało porażka z Francuzami była jedynie wypadkiem przy pracy, bowiem w kolejnych spotkaniach grupowych Anglicy zdobyli sześć punktów, aplikując rywalom aż siedem bramek (3:0 ze Szwajcarią i 4:2 z Chorwacją). W drugiej rundzie spotkali się z gospodarzami imprezy, prowadzonymi przez Luiza Felipe Scolariego, który dwa lata wcześniej na mistrzostwach świata był trenerem Brazylii. Mecz zakończył się remisem 1:1, a Anglicy znów stracili gola w końcówce meczu. W dogrywce każda drużyna strzeliła po bramce (podopieczni Erikssona nawet dwie, ale gol Sola Campbella nie został uznany przez sędziego). Rzuty karne lepiej wykonywali Portugalczycy i wygrali w nich 6:5. Bohaterem spotkania był portugalski bramkarz Ricardo, który najpierw sam trafił z jedenastu metrów, a chwilę potem obronił strzał rezerwowego Vassella.

### 2006 rok – ćwierćfinał mistrzostw świata
Na mistrzostwach świata w Niemczech Anglia grała w grupie z Paragwajem, Trynidadem i Tobago i Szwecją. Anglia wygrała swe dwa pierwsze mecze, zapewniając sobie tym samym awans, lecz styl w jakim zostały odniesione nie był zbyt przekonywający. W swym ostatnim meczu grupowym, zespół Trzech Lwów zremisował ze Szwecją 2:2, tracąc gola w ostatniej minucie spotkania. W 1/8 finału Anglia pokonała Ekwador 1:0 po strzale Beckhama.
W ćwierćfinale Anglii przyszło się zmierzyć z Portugalią. Oba zespoły spotkały się dwa lata wcześniej na Mistrzostwach Europy. Mecz zakończył się bezbramkowym remisem i w konsekwencji o wyniku decydowały rzuty karne. Tak jak dwa lata wcześniej, w rzutach karnych lepsi okazali się Portugalczycy.
Następnego dnia David Beckham, ze łzami w oczach, zrezygnował z funkcji kapitana reprezentacji. Trener Sven Goran Eriksson na swej ostatniej konferencji prasowej, stwierdził, że chce być zapamiętany jako uczciwy trener i że zrobił wszystko co mógł.

## Po Mistrzostwach Świata 2006
Po rezygnacji Erikssona, trenerem został Steve McClaren. Zrezygnował z usług starszych zawodników jak Sol Campbell, David James a przede wszystkim byłego kapitana Davida Beckhama. Zastrzegł jednak, że Beckham może zostać powołany. Po dobrym początku (trzy zwycięstwa), ekipę Anglii dopadł kryzys (m.in. 0:0 z Macedonią i Izraelem oraz 0:2 z Chorwacją), w wyniku którego Anglia spadła na 4. miejsce w grupie. Na głowę McClarena posypał się grad krytyki, lecz FA nie chciało go zwolnić. Sytuacja zmieniła się o 180° po tym jak Rosja przegrała z Izraelem. Żeby awansować, Anglia musiała tylko zremisować z Chorwacją, która awans miała zapewniony. Anglicy przegrali jednak 2:3, tym samym nie awansując na Mistrzostwa Europy. McClaren został następnego dnia zwolniony ze stanowiska. Na jego następcę Football Association wybrał Fabio Capello. Włoch został drugim, po Erikssonie, obcokrajowcem na stanowisku trenera Anglii.
Swoją kadencję Capello rozpoczął od gier w eliminacjach mistrzostw świata. Anglia trafiła do grupy 6, razem z Andorą, Białorusią, Chorwacją, Kazachstanem i Ukrainą. Rezultaty spotkań pokazały, że zatrudnienie Włocha było bardzo dobrą decyzją. Chorwaci, którzy w eliminacjach Euro dwukrotnie ograli Anglików, zostali pokonani 1:4. hat trick strzelił w tym meczu Theo Walcott, jednego gola dorzucił Wayne Rooney. Piłkarze mówili, że Włoch pozwolił im odzyskać wiarę w siebie. Kolejne wyniki zdecydowanie to potwierdzały. 5:1 z Kazachstanem, 3:1 z Białorusią, 2:1 z Ukrainą, 4:0 w rewanżu z Kazachami, 6:0 z outsiderem grupy, Andorą i 5:1 w rewanżu z Chorwacją. Anglicy już kilka kolejek przed końcem zapewnili sobie awans na mistrzostwa. W walce o drugie miejsce liczyły się Ukraina lub Chorwacja. Aby Chorwacja miała szanse wyjazdu do RPA, musiała liczyć na zwycięstwo Anglii z Ukrainą. Zawodnicy Capello przegrali jednak nieoczekiwanie 0:1 i do barażu zakwalifikowała się Ukraina.

### 2010 FIFA World Cup
Na mistrzostwach świata Anglików wylosowano do grupy C, razem ze Słowenią, Algierią i Stanami Zjednoczonymi. Pierwszy mecz w południowej Afryce rozegrali właśnie z tymi ostatnimi. W 4. minucie gola strzelił Steven Gerrard i Anglia wyszła na prowadzenie. W 40. minucie błąd Roberta Greena wykorzystał jednak Clint Dempsey, doprowadzając do wyrównania. Później Anglicy próbowali atakować, ale dobry mecz rozgrywał amerykański bramkarz, Tim Howard i nie wpuścił więcej angielskich strzałów. W drugim meczu (Capello wprowadził w nim kilka zmian w składzie, m.in. obwinianego za remis Greena zastąpił David James) Anglia po nudnym i nieciekawym spotkaniu zremisowała z Algierią. O awansie miał zdecydować ostatni mecz, z liderem grupy – Słowenią. Anglicy wygrali 1:0 po golu Defoe’a w 22. minucie. Potem mieli jeszcze kilka okazji, ale swoich sytuacji nie wykorzystał choćby Rooney. Dzięki zwycięstwu Anglicy wyszli z grupy, zajmując w niej drugie miejsce, za Stanami Zjednoczonymi (które pokonały Algierię), awansując tym samym do ⅛ finału, w którym miała zmierzyć się z Niemcami. Mecz odbył się 27 czerwca. Anglicy przegrali go 1:4, jednak przy stanie 1:2 urugwajski sędzia, Jorge Larrionda nie uznał prawidłowo zdobytej bramki Franka Lamparda.
Po odpadnięciu z turnieju media angielskie domagały się dymisji Fabio Capello. Wśród kandydatów na stanowisko trenera wymieniano Harry’ego Redknappa, Roya Hodgsona, a nawet Davida Beckhama. Ostatecznie jednak FA zdecydował się nie zrywać kontraktu z włoskim szkoleniowcem, który 8 lutego 2012 podał się do dymisji. Jeszcze w tym samym roku jego następcą na stanowisku selekcjonera reprezentacji Anglii został Roy Hodgson.

### Euro 2012
Anglicy zdobyli w swojej grupie eliminacyjnej (Czarnogóra, Szwajcaria, Walia, Bułgaria) osiemnaście punktów w ośmiu meczach, dzięki pięciu zwycięstwom i trzem remisom. Pozwoliło im to bezpośrednio awansować do turnieju finałowego.
„Synowie Albionu” na Euro 2012 trafili do grupy D razem z Francją, współgospodarzem turnieju Ukrainą, oraz Szwecją. Rozegrali dwa spotkania w Doniecku (zwycięstwo z Ukrainą 1:0 i remis z Francją 1:1), oraz jedno ze Szwecją w Kijowie które wygrali 3:2. Dzięki temu z siedmioma punktami na koncie awansowali do ćwierćfinału gdzie trafili na Włochów. Na Stadionie Olimpijskim w Kijowie gdzie rozgrywany był mecz kibice przez 120 minut nie doczekali się bramek. Do wyłonienia zwycięzcy potrzebne były zatem rzuty karne, w których ostatecznie lepsi byli Włosi, którzy zwyciężyli 4:2. Anglicy odpadli więc z turnieju.

### Mundial 2014
Podopieczni Roya Hodgsona w eliminacjach do Mistrzostw Świata 2014 grali w grupie H razem z Ukrainą, Czarnogórą, Polską, Mołdawią i San Marino. Zajęli w niej pierwsze miejsce z dwudziestoma dwoma punktami na koncie po sześciu zwycięstwach i czterech remisach, dzięki czemu automatycznie uzyskali awans do Mundialu w Brazylii.
Na MŚ 2014 reprezentacja Anglii znalazła się w grupie D, razem z Kostaryką, Urugwajem i Włochami. Po jednym remisie (z Kostaryką 0:0), oraz dwóch porażkach (z Włochami i Urugwajem po 1:2), z jednym punktem na koncie Anglicy odpadli z turnieju już po fazie grupowej.

### Euro 2016
W eliminacjach do Mistrzostw Europy 2016 znów okazali się najlepsi. W swojej grupie eliminacyjnej (Szwajcaria, Słowenia, Estonia, Litwa, San Marino) zdobyli komplet punktów w dziesięciu meczach i automatycznie awansowali z pierwszego miejsca do turnieju głównego. Na Euro 2016 we Francji znaleźli się w grupie B razem z Walią, Słowacją i Rosją. Po jednym zwycięstwie (z Walią 2:1), i dwóch remisach (z Rosją 1:1 i Słowacją 0:0) z pięcioma punktami na koncie awansowali do 1/8 finału. W tej fazie rozgrywek trafili na reprezentację Islandii, z którą przegrali 1:2. Jedynego gola dla Anglików zaraz na początku spotkania z rzutu karnego zdobył Wayne Rooney. Niedługo po tym meczu selekcjoner reprezentacji Roy Hodgson podał się do dymisji.

## Po Mistrzostwach Europy 2016
Po rezygnacji Roya Hodgsona, 22 lipca 2016 roku trenerem angielskiej ekipy został Sam Allardyce. Na początku września tego samego roku Anglicy rozpoczęli swoje zmagania w eliminacjach do Mistrzostw Świata 2018 w Rosji. Los przydzielił ich do grupy F razem ze Szkocją, Słowenią, Litwą, Słowacją i Maltą. Pierwsze spotkanie eliminacyjne zakończyło się wyjazdowym zwycięstwem „Synów Albionu” nad Słowacją 1:0. Jak się później okazało był to jedyny, a zarazem ostatni mecz Allardyce’a w roli selekcjonera kadry. 27 września został on dyscyplinarnie zwolniony w związku z aferą korupcyjną. W zamian za 400 tys. funtów od azjatyckiej spółki „Far East” miał pomóc jej w ominięciu przepisów dotyczących transferów zawodników Jeszcze tego samego dnia jego tymczasowym następcą na tym stanowisku został Gareth Southgate, który po poprowadzeniu reprezentacji w czterech meczach został ogłoszony jej nowym selekcjonerem. Reprezentacja pod wodzą Southgate’a dokończyła eliminacje pewnie je wygrywając (26 punktów po ośmiu zwycięstwach i dwóch remisach w dziesięciu meczach) i bezpośrednio awansując na mundial w Rosji.

### Mistrzostwa Świata 2018
Anglicy grali na mundialu w grupie G razem z Belgią, Tunezją, oraz Panamą. Po dwóch zwycięstwach (2:1 z Tunezją i 6:1 z Panamą) oraz porażce 0:1 z Belgią zajęli drugie miejsce w grupie i awansowali do 1/8 finału. W drugiej rundzie turnieju po remisie 1:1 pokonali Kolumbię w rzutach karnych (4:3), co było ich pierwszym zwycięstwem w rzutach karnych na mundialu oraz pierwszym zwyciężonym konkursem od Euro 1996. W ćwierćfinale zmierzyli się ze Szwecją. Wygrali ten mecz 2:0 i awansowali do półfinału w którym zmierzyli się z Chorwatami. Chociaż wygrywali 1:0 już po 5 minutach gry, to przeciwnicy wyrównali i ostatecznie Anglicy przegrali 1:2 w dogrywce. Zagrali oni więc w meczu o III miejsce, w którym ponownie na turnieju przegrali z reprezentacją Belgii 0:2, ostatecznie kończąc mistrzostwa tuż za podium.

### Liga narodów i eliminacje Euro
24 stycznia 2018 w Lozannie odbyło się losowanie grup nowo powstałej Ligi Narodów UEFA. Reprezentacja Anglii znalazła się w Dywizji A grupie czwartej razem z Hiszpanią oraz Chorwacją. Jesienią W pierwszych dwóch meczach zdobyli 1 punkt z Chorwacją, wcześniej przegrywając z Hiszpanią. Ostatecznie jednak wygrali pozostałe 2 mecze i wygrali grupę i awansowali do turnieju finałowego, w którym w półfinale po dogrywce ulegli Holandii. Pokonali jednak po rzutach karnych Szwajcarię w meczu o trzecie miejsce.
Od marca do listopada 2019 roku Anglicy brali udział w eliminacjach do Mistrzostw Europy. Ze swojej grupy eliminacyjnej pewnie awansowali wygrywając 7 na 8 meczów i przegrywając jedynie w Czechach.
Turniej finałowy z powodu pandemii został przeniesiony na 2021 rok. Jeszcze przed mistrzostwami zatem rozpoczął się kolejny sezon Ligi Narodów. W tym sezonie grupy dywizji A zostały rozszerzone do 4 zespołów i Anglicy grali z Islandią, Danią oraz Belgią. Ci ostatni zwyciężyli i awansowali do turnieju finałowego, z kolei Anglicy zajęli trzecie miejsce, za Danią, utrzymując się w najwyższej dywizji.

### Euro 2020
Już w 2014 roku wiadomo było, że angielski Londyn będzie jednym z dwunastu europejskich miast gospodarzy (Ostatecznie było ich jedenastu). Londyńskie Wembley został jednak także wybrany jako miasto, w którym odbędą się najważniejsze mecze – oba półfinały oraz finał. Anglicy na Euro trafili do grupy z Chorwatami, Szkotami i Czechami, z którymi mierzyli się już w eliminacjach do turnieju. Wszystkie mecze Anglicy zagrali na Wembley. Skromne 1:0 z Chorwacją, bezbramkowy remis ze Szkocją i kolejne 1:0 z Czechami pozwoliło im awansować dalej bez straty gola z pierwszego miejsca, które przy ułożeniu drabinki gwarantowało im grę w 1/8 finału ponownie w Londynie. Tam grali z Niemcami – Anglicy wygrali 2:0 po bramkach Sterlinga i Kane’a. W ćwierćfinale zagrali jedyny mecz poza Londynem, w Rzymie pokonując pewnie Ukrainę 4:0. W półfinale powrócili na Wembley na mecz z Duńczykami. Damsgaard trafił jako pierwszy z rzutu wolnego w 30 minucie, co było pierwszym straconym golem Anglików i kolejne 9 minut, aż do samobójczego gola Kjæra było jedynymi, w których Anglia przegrywała podczas meczu na tym turnieju. Ostatecznie mecz zakończył się w dogrywce, w której Kane trafił z rzutu karnego gola na wagę awansu do finału.
Finał z Włochami Synowie Albionu zaczęli idealnie – Luke Shaw już w drugiej minucie daje prowadzenie Anglii. W drugiej połowie Włosi wyrównali, po tym jak chaos w polu karnym po wykonanym rzucie rożnym wykorzystał Bonucci. Więcej goli nie padło i po dogrywce odbyły się serie rzutów karnych. Anglicy prowadzili po pudle Belottiego 1:2 po dwóch kolejkach, jednak trzy kolejne strzały zostały zmarnowane, przy jednym Włochów, co pozwoliło Włochom wygrać konkurs 3:2, jak i całe mistrzostwa.
Anglicy na całym turnieju zagrali 7 meczów, z czego 6 w Londynie. Strzelili 11 goli i stracili 2, w tym żadnego bezpośrednio z gry. Po raz szósty, i drugi raz z rzędu, znaleźli się w najlepszej czwórce na wielkim turnieju.

### Eliminacje Mistrzostw Świata 2022
Jeszcze przed euro, w 2021 roku, Anglicy rozpoczęli zmagania o mundial w Katarze. Trzy pierwsze marcowe mecze Anglicy wygrali. Po wszystkich kolejkach zakwalifikowali się oni na mundial.

## Sztab szkoleniowy
- Selekcjoner: Brak
- Asystent: Steve Holland
- Trener bramkarzy: Martyn Margetson
- Trener przygotowania fizycznego: Chris Neville
- Fizjoterapeuta: Gary Lewin, Steve Slattery, Rod Thornley, Dave Hancock
- Lekarz: Dr. Leif Sward
- Psychoterapeuta: Bill Beswick

## Udział wmistrzostwach świata
- 1930–1938 – Nie brała udziału
- 1950 – Faza grupowa
- 1954 – Ćwierćfinał
- 1958 – Faza grupowa
- 1962 – Ćwierćfinał
- 1966 – Mistrzostwo
- 1970 – Ćwierćfinał
- 1974–1978 – Nie zakwalifikowała się
- 1982 – Druga faza grupowa
- 1986 – Ćwierćfinał
- 1990 – IV miejsce
- 1994 – Nie zakwalifikowała się
- 1998 – 1/8 finału
- 2002 – Ćwierćfinał
- 2006 – Ćwierćfinał
- 2010 – 1/8 finału
- 2014 – Faza grupowa
- 2018 – IV miejsce
- 2022 – Ćwierćfinał

## Udział wmistrzostwach Europy
- 1960 – Nie brała udziału
- 1964 – Nie zakwalifikowała się
- 1968 – III miejsce
- 1972–1976 – Nie zakwalifikowała się
- 1980 – Faza grupowa
- 1984 – Nie zakwalifikowała się
- 1988 – Faza grupowa
- 1992 – Faza grupowa
- 1996 – III/IV miejsce
- 2000 – Faza grupowa
- 2004 – Ćwierćfinał
- 2008 – Nie zakwalifikowała się
- 2012 – Ćwierćfinał
- 2016 – 1/8 finału
- 2020 – II miejsce
- 2024 – II miejsce

## Aktualna kadra
26 osobowa kadra na Mistrzostwa Europy 2020, które odbyły się w dniach 11 czerwca 2021–11 lipca 2021. Występy i gole aktualne na 11 lipca 2021.
| Nr         | Imię i nazwisko        | Data urodzenia       | Występy   | Gole      | Obecny klub             |
| Bramkarze  | Bramkarze              | Bramkarze            | Bramkarze | Bramkarze | Bramkarze               |
| ---------- | ---------------------- | -------------------- | --------- | --------- | ----------------------- |
| 1          | Jordan Pickford        | 7 marca 1994         | 48        | 0         | Everton                 |
| 13         | Nick Pope              | 19 kwietnia 1992     | 10        | 0         | Newcastle United        |
| 23         | Aaron Ramsdale         | 14 maja 1998         | 3         | 0         | Arsenal                 |
| Obrońcy    |                        |                      |           |           |                         |
| 2          | Kyle Walker            | 28 maja 1990         | 71        | 0         | Manchester City         |
| 3          | Luke Shaw              | 12 lipca 1995        | 26        | 3         | Manchester United       |
| 5          | John Stones            | 28 maja 1994         | 62        | 3         | Manchester City         |
| 6          | Harry Maguire          | 5 marca 1993         | 51        | 7         | Manchester United       |
| 12         | Kieran Trippier        | 19 września 1990     | 40        | 1         | Newcastle United        |
| 16         | Conor Coady            | 25 lutego 1993       | 10        | 1         | Wolverhampton Wanderers |
| 18         | Trent Alexander-Arnold | 7 października 1998  | 18        | 0         | Liverpool               |
| Pomocnicy  |                        |                      |           |           |                         |
| 4          | Declan Rice            | 14 stycznia 1999     | 37        | 2         | West Ham United         |
| 7          | Jack Grealish          | 10 września 1995     | 27        | 2         | Aston Villa             |
| 8          | Jordan Henderson       | 17 czerwca 1990      | 72        | 2         | Liverpool               |
| 10         | Raheem Sterling        | 8 grudnia 1994       | 81        | 20        | Chelsea                 |
| 14         | Kalvin Phillips        | 2 grudnia 1995       | 24        | 0         | Leeds United            |
| 15         | Eric Dier              | 15 stycznia 1994     | 48        | 3         | Aston Villa             |
| 17         | Bukayo Saka            | 5 września 2001      | 22        | 6         | Arsenal                 |
| 19         | Mason Mount            | 10 stycznia 1999     | 34        | 5         | Chelsea                 |
| 20         | Phil Foden             | 28 maja 2000         | 20        | 3         | Manchester City         |
| 22         | Jude Bellingham        | 29 czerwca 2003      | 20        | 1         | Real Madryt             |
| 25         | James Maddison         | 23 listopada 1996    | 1         | 0         | Leicester City          |
| 26         | Conor Gallagher        | 6 lutego 2000        | 4         | 0         | Chelsea                 |
| Napastnicy |                        |                      |           |           |                         |
| 9          | Harry Kane (kapitan)   | 28 lipca 1993        | 78        | 51        | Bayern Monachium        |
| 11         | Marcus Rashford        | 31 października 1997 | 49        | 15        | Manchester United       |
| 24         | Callum Wilson          | 27 lutego 1992       | 6         | 1         | Newcastle United        |

## Rekordziści
| Lp. | Zawodnik       | Lata gry w kadrze | Mecze | Bramki |
| --- | -------------- | ----------------- | ----- | ------ |
| 1.  | Peter Shilton  | 1970–1990         | 125   | 0      |
| 2.  | Wayne Rooney   | 2003–2018         | 120   | 53     |
| 3.  | David Beckham  | 1996–2009         | 115   | 17     |
| 4.  | Steven Gerrard | 2000–2014         | 114   | 21     |
| 5.  | Bobby Moore    | 1962–1973         | 108   | 2      |
| 6.  | Ashley Cole    | 2001–2014         | 107   | 0      |
| 7.  | Bobby Charlton | 1958–1970         | 106   | 49     |
| 7.  | Frank Lampard  | 1999–2014         | 106   | 29     |
| 9.  | Billy Wright   | 1949–1959         | 105   | 3      |
| 10. | Bryan Robson   | 1980–1991         | 90    | 26     |

| Lp. | Zawodnik        | Lata gry w kadrze | Bramki | Mecze | Średnia |
| --- | --------------- | ----------------- | ------ | ----- | ------- |
| 1.  | Harry Kane      | 2015–             | 69     | 103   | 0.67    |
| 2.  | Wayne Rooney    | 2003–2018         | 53     | 120   | 0.44    |
| 3.  | Bobby Charlton  | 1958–1970         | 49     | 106   | 0.46    |
| 4.  | Gary Lineker    | 1984–1992         | 48     | 80    | 0.6     |
| 5.  | Jimmy Greaves   | 1959–1967         | 44     | 57    | 0.77    |
| 6.  | Michael Owen    | 1998–2008         | 40     | 89    | 0.45    |
| 7.  | Nat Lofthouse   | 1950–1958         | 30     | 33    | 0.91    |
| 7.  | Alan Shearer    | 1992–2000         | 30     | 63    | 0.48    |
| 7.  | Tom Finney      | 1946–1958         | 30     | 76    | 0.39    |
| 10. | Vivian Woodward | 1903–1911         | 29     | 23    | 1.26    |
| 10. | Frank Lampard   | 1999–2014         | 29     | 106   | 0.27    |

- Pogrubioną czcionką oznaczono piłkarzy branych pod uwagę przy ustalaniu obecnej kadry.

## Trenerzy reprezentacji Anglii
| Trener              | Kariera     | Mecze | Wygrane | Zremisowane | Przegrane | % Zwycięstw |
| ------------------- | ----------- | ----- | ------- | ----------- | --------- | ----------- |
| Walter Winterbottom | 1946 – 1962 | 139   | 78      | 33          | 28        | 56,1        |
| Alf Ramsey          | 1962 – 1974 | 113   | 69      | 27          | 17        | 61,1        |
| Joe Mercer          | 1974        | 7     | 3       | 3           | 1         | 42,9        |
| Don Revie           | 1974 – 1977 | 29    | 14      | 8           | 7         | 48,3        |
| Ron Greenwood       | 1977 – 1982 | 55    | 33      | 12          | 10        | 60          |
| Bobby Robson        | 1982 – 1990 | 95    | 47      | 30          | 18        | 49,5        |
| Graham Taylor       | 1990 – 1993 | 38    | 18      | 13          | 7         | 47,4        |
| Terry Venables      | 1994 – 1996 | 23    | 11      | 11          | 1         | 47,8        |
| Glenn Hoddle        | 1996 – 1999 | 28    | 17      | 6           | 5         | 60,7        |
| Kevin Keegan        | 1999 – 2000 | 18    | 7       | 7           | 4         | 38,9        |
| Peter Taylor        | 2000 – 2001 | 1     | 0       | 0           | 1         | 0           |
| Sven-Göran Eriksson | 2001 – 2006 | 67    | 40      | 17          | 10        | 59,7        |
| Steve McClaren      | 2006–2007   | 18    | 9       | 4           | 5         | 50          |
| Fabio Capello       | 2007 – 2012 | 27    | 19      | 4           | 4         | 70,4        |
| Roy Hodgson         | 2012 – 2016 | 56    | 33      | 14          | 9         | 58,9        |
| Sam Allardyce       | 2016        | 1     | 1       | 0           | 0         | 100         |
| Gareth Southgate    | 2016 –2024  | 102   | 64      | 20          | 18        | 62,75       |

## Ranking FIFA
| rok  | styczeń | luty | marzec | kwiecień | maj | czerwiec | lipiec | sierpień | wrzesień | październik | listopad | grudzień | średnia |
| ---- | ------- | ---- | ------ | -------- | --- | -------- | ------ | -------- | -------- | ----------- | -------- | -------- | ------- |
| 1993 | –       | –    | –      | –        | –   | –        | –      | 11.      | 5.       | 10.         | 8.       | 11.      | 9.      |
| 1994 | –       | 12.  | 12.    | 16.      | 15. | 15.      | 18.    | –        | 18.      | 17.         | 16.      | 18.      | 16.     |
| 1995 | –       | 20.  | –      | 20.      | 21. | 22.      | 22.    | 22.      | 18.      | 22.         | 20.      | 21.      | 21.     |
| 1996 | 24.     | 27.  | –      | 23.      | 24. | –        | 13.    | 13.      | 12.      | 12.         | 12.      | 12.      | 17.     |
| 1997 | –       | 12.  | –      | 14.      | 13. | 7.       | 8.     | 7.       | 7.       | 7.          | 6.       | 4.       | 8.      |
| 1998 | –       | 5.   | 5.     | 5.       | 5.  | –        | 10.    | 10.      | 11.      | 10.         | 11.      | 9.       | 8.      |
| 1999 | 11.     | 11.  | 11.    | 10.      | 11. | 13.      | 14.    | 14.      | 12.      | 12.         | 11.      | 12.      | 12.     |
| 2000 | 12.     | 11.  | 11.    | 13.      | 12. | 12.      | 15.    | 13.      | 14.      | 15.         | 16.      | 17.      | 13.     |
| 2001 | 17.     | 17.  | 16.    | 14.      | 14. | 13.      | 15.    | 15.      | 9.       | 9.          | 10.      | 10.      | 13.     |
| 2002 | 10.     | 10.  | 12.    | 11.      | 12. | –        | 8.     | 7.       | 9.       | 6.          | 6.       | 7.       | 9.      |
| 2003 | 8.      | 8.   | 9.     | 7.       | 7.  | 8.       | 10.    | 8.       | 6.       | 6.          | 8.       | 8.       | 8.      |
| 2004 | 8.      | 7.   | 6.     | 10.      | 12. | 13.      | 8.     | 7.       | 7.       | 7.          | 7.       | 8.       | 8.      |
| 2005 | 8.      | 8.   | 8.     | 6.       | 6.  | 7.       | 8.     | 7.       | 11.      | 9.          | 9.       | 9.       | 8.      |
| 2006 | 9.      | 9.   | 9.     | 10.      | 10. | –        | 5.     | 5.       | 4.       | 5.          | 5.       | 5.       | 7.      |
| 2007 | 6.      | 6.   | 6.     | 8.       | 8.  | 8.       | 12.    | 12.      | 9.       | 11.         | 12.      | 12.      | 9.      |
| 2008 | 12.     | 11.  | 11.    | 11.      | 11. | 9.       | 15.    | 14.      | 15.      | 14.         | 10.      | 8.       | 12.     |
| 2009 | 8.      | 8.   | 9.     | 7.       | 7.  | 6.       | 7.     | 7.       | 7.       | 7.          | 9.       | 9.       | 8.      |
| 2010 | –       | 9.   | 8.     | 7.       | 8.  | 8.       | 7.     | 7.       | 6.       | 6.          | 6.       | 6.       | 7.      |
| 2011 | 6.      | 6.   | 6.     | 6.       | 6.  | 4.       | 6.     | 4.       | 8.       | 7.          | 5.       | 5.       | 6.      |
| 2012 | 5.      | 5.   | 6.     | 7.       | 7.  | 6.       | 4.     | 3.       | 3.       | 5.          | 6.       | 6.       | 5.      |
| 2013 | 6.      | 5.   | 4.     | 7.       | 7.  | 9.       | 15.    | 14.      | 17.      | 10.         | 13.      | 13.      | 10.     |
| 2014 | 13.     | 15.  | 12.    | 11.      | 11. | 10.      | 20.    | 20.      | 18.      | 20.         | 13.      | 13.      | 14.     |
| 2015 | 13.     | 15.  | 17.    | 14.      | 14. | 15.      | 9.     | 8.       | 10.      | 10.         | 9.       | 9.       | 11.     |
| 2016 | 9.      | 9.   | 9.     | 10.      | 10. | 11.      | 13.    | 13.      | 12.      | 12.         | 13.      | 13.      | 11.     |
| 2017 | 13.     | 13.  | 14.    | 14.      | 14. | 13.      | 13.    | 13.      | 15.      | 12.         | 15.      | 15.      | 15.     |
| 2018 | 16.     | 16.  | 16.    | 13.      | 13. | 12.      | 12.    | 6.       | 6.       | 5.          | 5.       | 5.       | 10.     |
| 2019 |         | 5.   |        | 4.       |     | 4.       | 4.     |          | 4.       | 4.          | 4.       | 4.       | 4.      |
| 2020 |         | 4.   |        | 4.       |     | 4.       | 4.     |          |          |             |          |          |         |

- Najwyższe miejsce: 3. – sierpień i wrzesień 2012
- Najniższe miejsce: 27. – luty 1996
- Największy awans: +11 – lipiec 1996
- Największy spadek: -10 – lipiec 2014
- Średnie miejsce: 10. (stan na: wrzesień 2020)